# Bataille des Cardinaux
Vous lisez un « article de qualité » labellisé en 2016.
Guerre de Sept Ans
Batailles
- Minorque (navale) (1756)
- Pirna (1756)
- Lobositz (1756)
- Reichenberg (1757)
- Prague (1757)
- Kolin (1757)
- Hastenbeck (1757)
- Gross-Jägersdorf (1757)
- Moys (1757)
- Rochefort (1757)
- Rossbach (1757)
- Breslau (1757)
- Leuthen (1757)
- Carthagène (navale) (1758)
- Olomouc (1758)
- Saint-Malo (1758)
- Rheinberg (1758)
- Krefeld (1758)
- Domstadl (1758)
- Cherbourg (1758)
- Zorndorf (1758)
- Saint-Cast (1758)
- Tornow (1758)
- Lutzelberg (1758)
- Hochkirch (1758)
- Bergen (1759)
- Kay (1759)
- Minden (1759)
- Kunersdorf (1759)
- Neuwarp (navale) (1759)
- Hoyerswerda (1759)
- Baie de Quiberon (navale) (1759)
- Maxen (1759)
- Meissen (1759)
- Glatz (1760)
- Landshut (1760)
- Corbach (1760)
- Emsdorf (1760)
- Dresde (1760)
- Warburg (1760)
- Liegnitz (1760)
- Rhadern (1760)
- Berlin (1760)
- Kloster Kampen (1760)
- Torgau (1760)
- Belle-Île (1761)
- Langensalza (1761)
- Cassel (1761)
- Grünberg (1761)
- Villinghausen (1761)
- Ölper (1761)
- Kolberg (1761)
- Wilhelmsthal (1762)
- Burkersdorf (1762)
- Lutterberg (1762)
- Reichenbach (1762)
- Almeida (1762)
- Valencia de Alcántara (1762)
- Nauheim (1762)
- Vila Velha de Ródão (1762)
- Cassel (1762)
- Freiberg (1762)

- Jumonville Glen (1754)
- Fort Necessity (1754)
- Fort Beauséjour (1755)
- 8 juin 1755
- Monongahela (1755)
- Petitcoudiac (1755)
- Lac George (1755)
- Fort Bull (1756)
- Fort Oswego (1756)
- Kittanning (1756)
- En raquettes (1757)
- Pointe du Jour du Sabbat (1757)
- Fort William Henry (1757)
- German Flatts (1757)
- Lac Saint-Sacrement (1758)
- Louisbourg (1758)
- Le Cran (1758)
- Fort Carillon (1758)
- Fort Frontenac (1758)
- Fort Duquesne (1758)
- Fort Ligonier (1758)
- Québec (1759)
- Fort Niagara (1759)
- Beauport (1759)
- Plaines d'Abraham (1759)
- Sainte-Foy (1760)
- Neuville (1760)
- Ristigouche (navale) (1760)
- Mille-Îles (1760)
- Signal Hill (1762)

- Cap-Français (1757)
- Martinique (1759)
- Guadeloupe (1759)
- Dominique (1761)
- Martinique (1762)
- Cuba (1762)

- Chandernagor (1757)
- Plassey (1757)
- Gondelour (1758)
- Négapatam (navale) (1758)
- Condore (1758)
- Madras (1758)
- Pondichéry (navale) (1759)
- Masulipatam (1759)
- Chinsurah (1758)
- Wandiwash (1760)
- Pondichéry (1760-1761)
- Manille (1762)

- Saint-Louis (1758)
- Gorée (1758)
- Gambie

La bataille des Cardinaux, connue sous le nom de Battle of Quiberon Bay (« bataille de la baie de Quiberon ») par les Britanniques, est une bataille navale ayant opposé les flottes française et britannique pendant la guerre de Sept Ans. Elle a lieu le 20 novembre 1759 et se déroule dans un triangle de sept milles marins formé par les îles d'Hœdic et Dumet et la pointe du Croisic, au large de la Bretagne.
Alors que la France s’est engagée aux côtés de l’Autriche contre la Prusse et la Grande-Bretagne, naît un projet d’invasion de l’Angleterre destiné à concentrer sur cette dernière l’effort militaire et à mettre fin au plus vite au conflit maritime et terrestre qui épuise financièrement le royaume français. Le projet d’invasion prévoit une attaque directe de Londres par des troupes embarquées des Pays-Bas autrichiens, accompagnée de deux actions de diversion ; l’une constituée d'un corps expéditionnaire débarquant en Écosse pour ensuite envahir l’Angleterre par le nord-ouest et l’autre initiée sur le nord-ouest de l’Irlande. Ce projet est élaboré par un cabinet secret constitué des secrétaires d’État Belle-Isle, Choiseul et Berryer ; le duc d’Aiguillon, qui doit préparer les troupes terrestres dans le Morbihan, y est également admis ; Madame de Pompadour joue un rôle important, quoique occulte, dans les choix stratégiques du projet.
La partie la plus compliquée du projet consiste à rassembler et équiper une armée terrestre de 17 000 soldats dans le Morbihan, devant être escortée jusqu’à destination par une escadre de 21 vaisseaux de ligne préparée à Brest et commandée par le maréchal de Conflans. Les préparatifs sont rendus ardus par les antagonismes politiques et l’état de délitement de la Marine royale engendré par le manque de moyens financiers et humains. En parallèle, l’Angleterre de William Pitt impose un blocus naval hermétique sur les côtes bretonnes françaises, par l’intermédiaire du Western Squadron de l’amiral Hawke, tirant profit de sa présence dans la Manche et le golfe de Gascogne pour espionner les préparatifs d’invasion et intensifier l’entraînement de ses équipages.
Le 14 novembre 1759, profitant d'une accalmie météorologique, la flotte de Conflans quitte enfin Brest et se dirige vers la baie de Quiberon ; le même jour, Hawke, bien renseigné, quitte l’abri de Torbay pour venir l’affronter. Le matin du 20 novembre, Conflans aperçoit l’escadre du commodore Robert Duff, à la sortie de la baie de Quiberon et la prend en chasse. Celle-ci prend la fuite jusqu’au moment où la flotte de Hawke apparaît à l’horizon. La surprise est totale et Conflans choisit de se réfugier dans la baie plutôt que d’affronter les Anglais en pleine mer. Las, dans une mer déchainée, Hawke conduit la chasse et provoque le combat durant lequel 44 vaisseaux s’affrontent dans un espace restreint et qui conduit à la dislocation de la flotte française. Au bilan de la bataille, la marine française perd six vaisseaux et déplore 2 500 tués alors que la Royal Navy a vu deux de ses navires s’échouer et a perdu 300 hommes. Conséquences secondaires de la bataille, les flottilles françaises réfugiées dans les estuaires de la Vilaine et la Charente restent bloquées plus de deux ans, privant le royaume de leur puissance de feu.
Cette défaite française, qui sonne le glas du projet d’invasion de l’Angleterre et dont Conflans porte seul la responsabilité aux yeux de ses contemporains, ouvre la voie à une rénovation de la Marine royale dans son ensemble, qui permet à celle-ci d’être de nouveau compétitive 15 ans plus tard, alors que commence la guerre d'indépendance des États-Unis.

## Contexte historique et politique

### La guerre de Sept Ans (1756 - 1763)
Si la paix d‘Aix-la-Chapelle, signée le 18 octobre 1748, met un terme à la guerre de Succession d'Autriche, elle sacre également l'émergence d'une nouvelle puissance, la Prusse. Frustrée par la perte de la Silésie et de ses ressources — agriculture et minéraux — au profit du roi de Prusse, Frédéric II, Marie-Thérèse d’Autriche recherche des alliances pour la reconquérir. L’Autriche se rapproche alors de la France, alors que la Prusse s'allie à la Grande-Bretagne.
L’invasion de la Saxe par les troupes prussiennes, le 29 août 1756, déclenche le conflit, dénommé plus tard « guerre de Sept Ans » ; celui-ci ouvre deux fronts sur lesquels la France est engagée, l'un terrestre, alliée à l'Autriche contre la Prusse, et l'autre maritime, contre la Grande-Bretagne. Si le sort lui semble favorable au début de l'affrontement, la chance tourne et, à la fin de 1758, l’effort financier nécessaire pour soutenir les troupes a vidé les caisses de l’État français.
Au début de l'année 1759, aucune suprématie ne se dégage encore, que ce soit sur terre ou sur mer, mais la Marine royale peine à se maintenir sur les différents fronts, du Canada aux Indes orientales en passant par les Indes occidentales. Elle paie aussi l'absence d'une doctrine cohérente d'emploi de la Marine et le secrétaire d’État qui la dirige, Nicolas-René Berryer, ancien lieutenant général de police sans compétence dans le domaine maritime, se montre incapable de la restaurer.
La stratégie menée par le ministre de la Guerre britannique, William Pitt, commence à porter ses fruits ; elle consiste d’une part à mener un effort naval et colonial massif pour expulser les Français d’Amérique du Nord et ruiner leur commerce maritime, et d’autre part à disperser les efforts et les ressources ennemies entre l’Europe et l’outre-mer.

Souverains des puissances impliquées dans la guerre de Sept Ans (sélection).
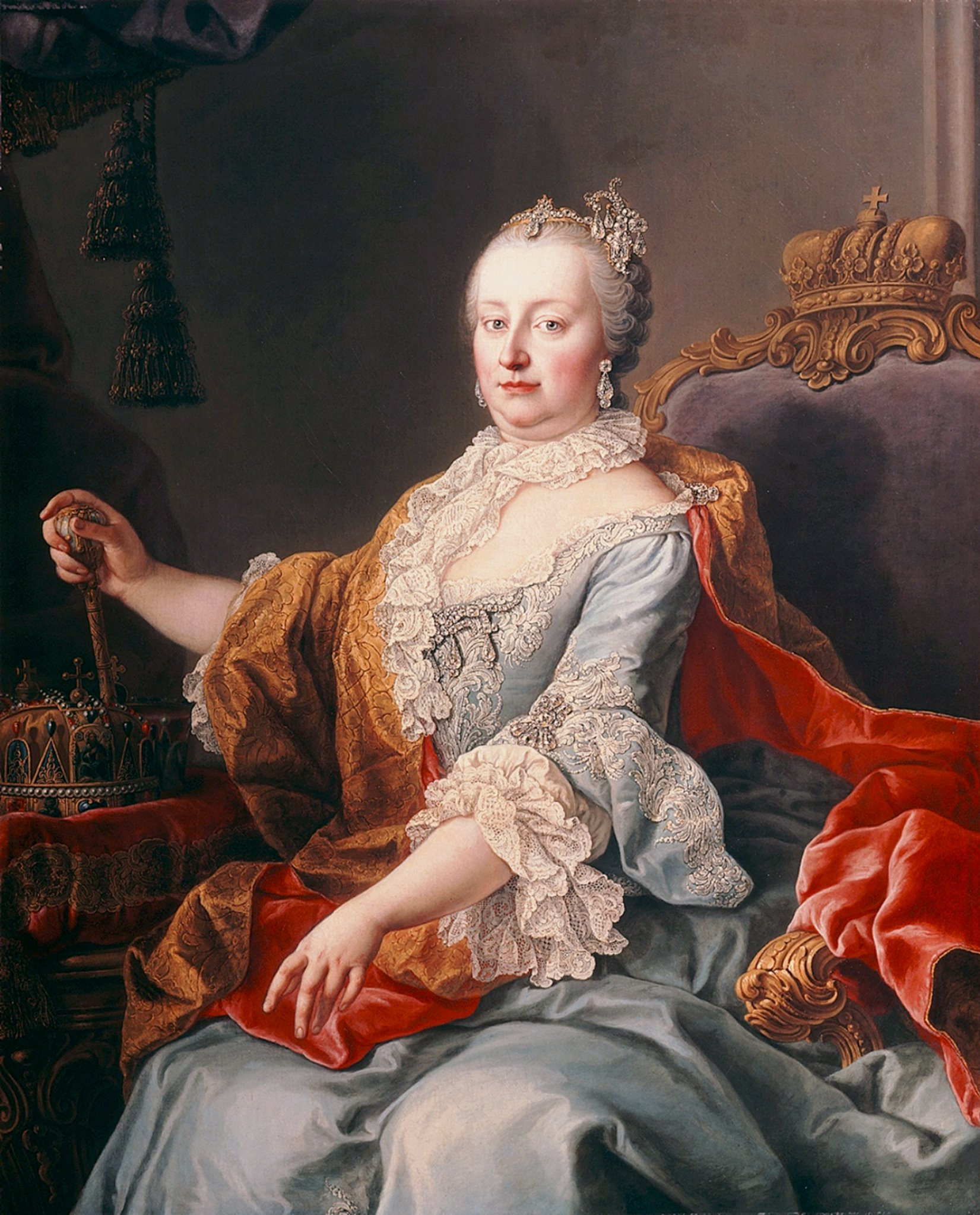
Marie-Thérèse d'Autriche par Martin van Meytens.
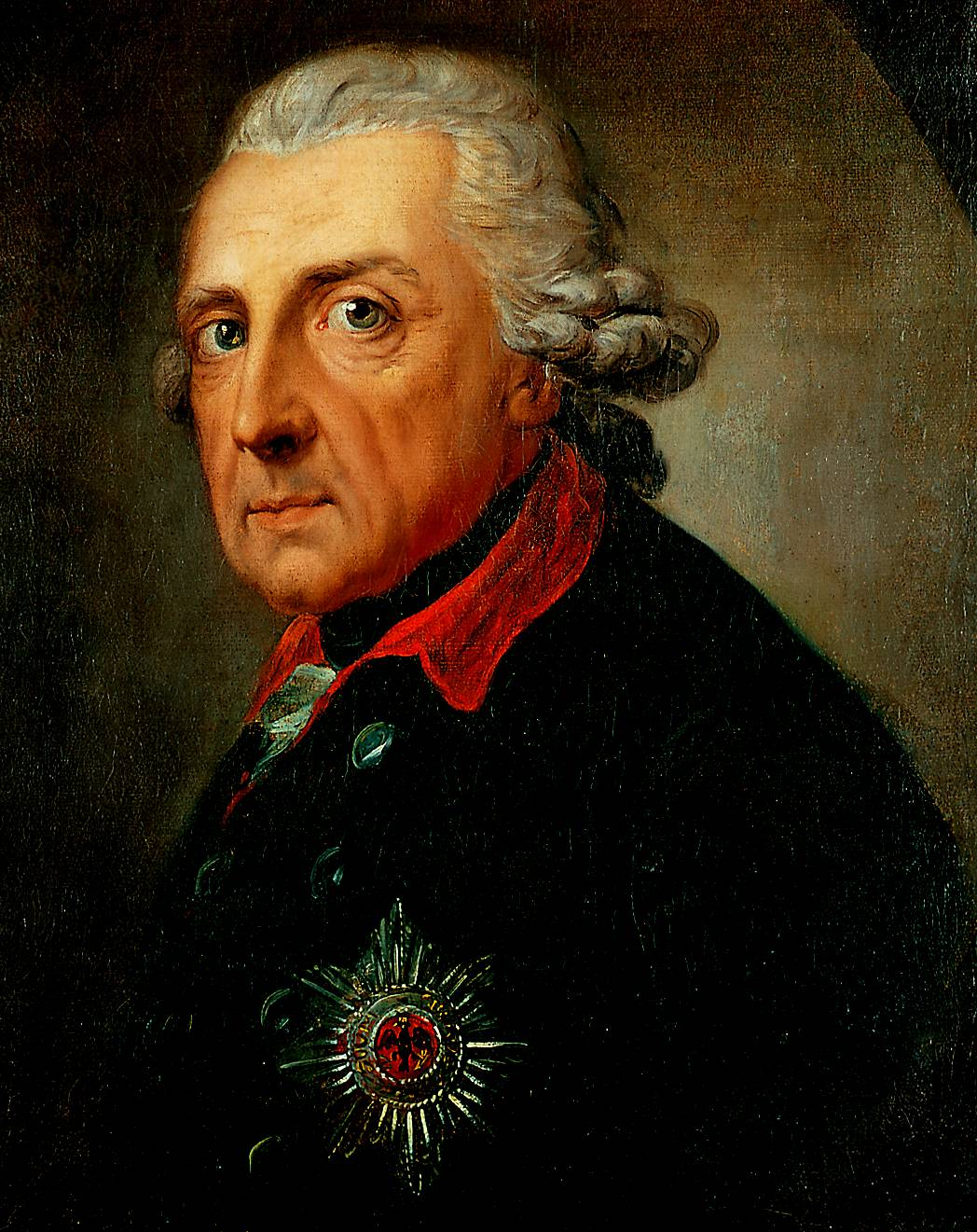
Frédéric II de Prusse par Anton Graff.
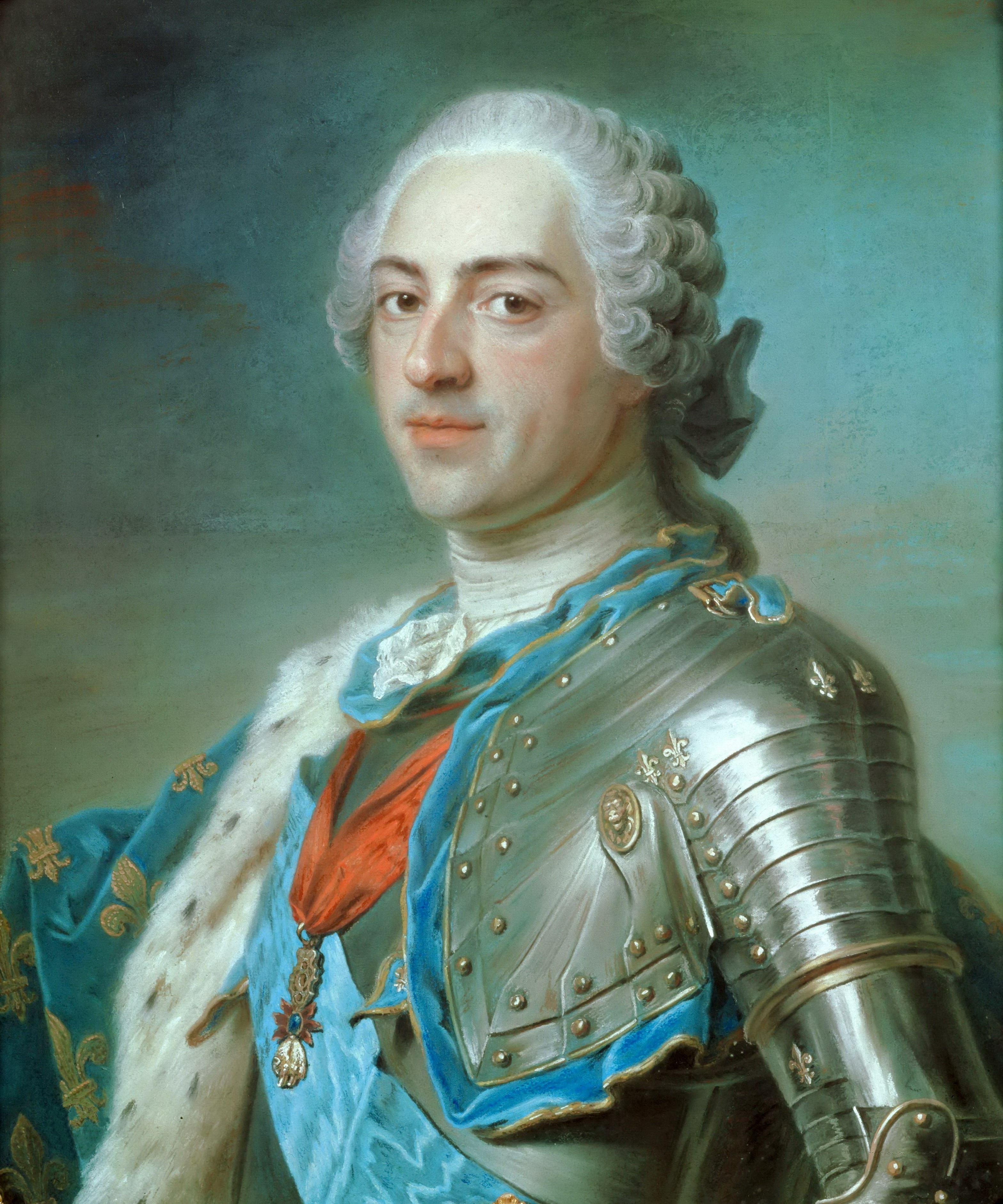
Louis XV par Quentin de La Tour.
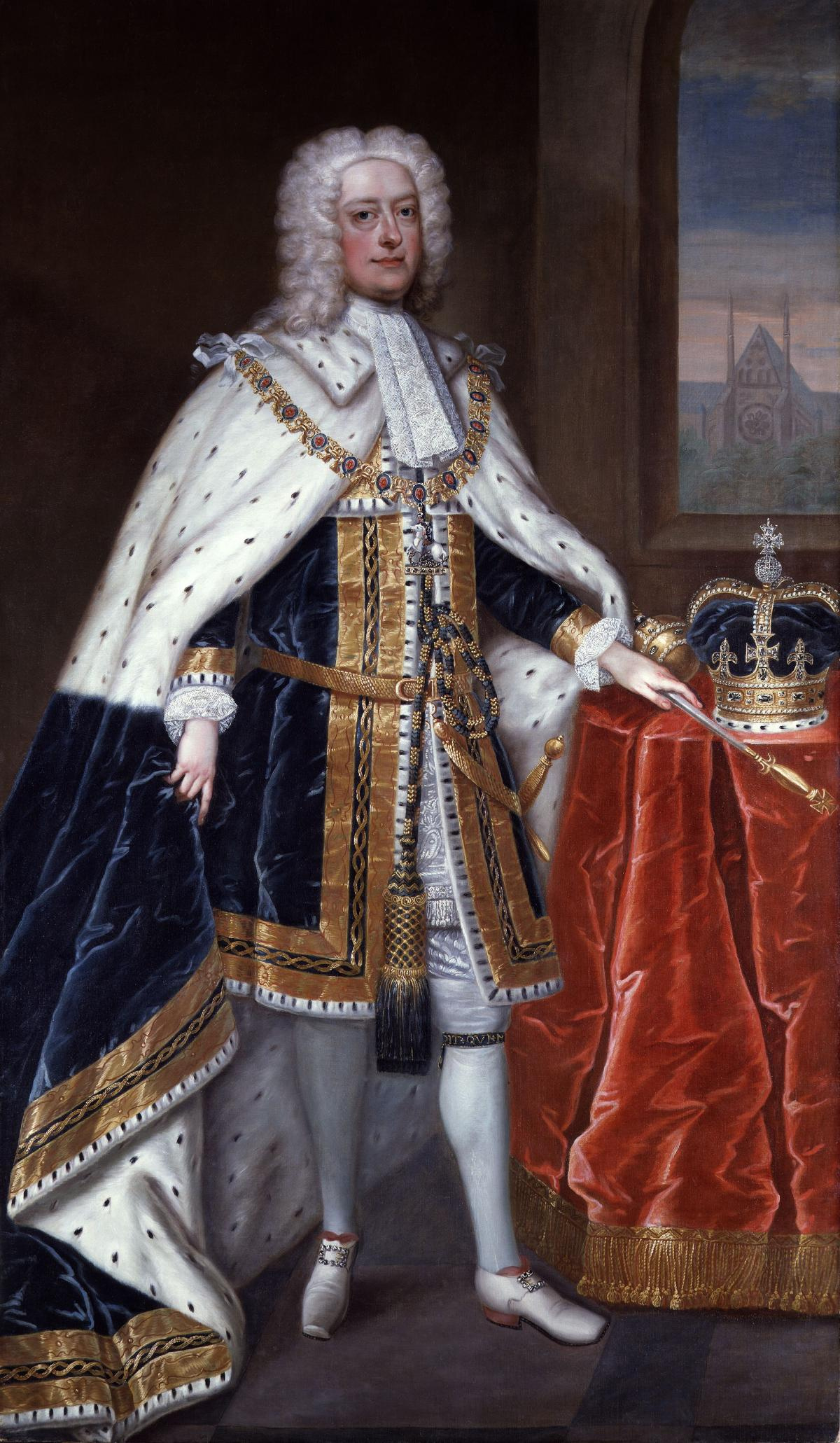
George II par Charles Jervas.

### Le plan d'invasion de la Grande-Bretagne
Les caisses de l’État étant vides, la situation nécessite de terminer au plus vite un conflit aux conséquences financières désastreuses. Le maréchal de Belle-Isle, secrétaire d’État à la Guerre, propose alors au duc de Choiseul, secrétaire d’État aux Affaires étrangères, de concentrer les forces françaises sur la Grande-Bretagne et de l’envahir afin de contraindre le gouvernement britannique à demander grâce, imposant ainsi la paix à l’Europe. Cette idée est présentée à Louis XV — « nous nous trompons d’ennemi en combattant la Prusse ; c’est l’Angleterre qu'il faut écraser » — qui semble séduit par la proposition et la décision de principe est entérinée lors d'un conseil du roi de décembre 1758. Un cabinet secret est alors créé, chargé de définir les grandes lignes du projet. Outre Belle-Isle et Choiseul, le maréchal Berryer, secrétaire d’État à la Marine, y est convié ainsi que, par la suite, Emmanuel-Armand de Vignerot du Plessis, duc d’Aiguillon, qui est le coordinateur d’une partie du projet et le protégé de Belle-Isle. Outre cette relation particulière entre Belle-Isle et Aiguillon, qui se signale à plusieurs reprises contre Berryer et le de Conflans — le vice-amiral de Conflans, en tant que maréchal de France, doit diriger l’escadre qui accompagne le corps expéditionnaire jusqu’en Écosse —, le rôle occulte qu’exerce Madame de Pompadour durant tout le projet permet de comprendre certains aspects insolites des décisions. 

« Vous sentez l’importance du secret. Madame de Pompadour est la seule qui est informée que je vous écris ; je lui dois auprès de vous la justice que dès qu'il a été question de cette expédition elle m’a dit : Il faut savoir ce que pense M. d’Aiguillon […]. »

— Lettre de Belle-Isle à Aiguillon, datée du 3 mai 1759.
Le plan qui est élaboré, quoiqu’encore flou au début de 1759, prévoit d’attaquer la Grande-Bretagne sur trois fronts. L’attaque la plus importante serait centrée sur l’estuaire de la Tamise afin de déferler sur Londres, par une armée provenant de la Flandre belge actuelle. Simultanément, deux actions de diversion seraient menées, l’une comprenant un corps expéditionnaire qui attaquerait l’Angleterre par l’Écosse, après avoir débarqué à l’ouest de celle-ci ; la seconde action de diversion serait initiée par le nord-ouest de l’Irlande.
Si l’attaque directe de Londres, prévoyant la traversée par la mer du Nord, est la plus importante, sa mise en œuvre n’est pas la plus compliquée. Une armée de 20 000 hommes, placée sour les ordres du maréchal de Soubise et du général Chevert, serait transportée des Pays-Bas autrichiens et débarquée sur les côtes de l’Essex. L’Autriche, alliée de la France, ne devrait pas s’opposer à un regroupement de soldats dans la région de la ville portuaire d’Ostende. Le débarquement s’effectuerait sur les plages de l’embouchure de la Blackwater, à près de 40 km de Londres,. La simplicité du schéma, la brièveté de la traversée et la perspective d’un succès facile permettent à Chevert de claironner : « je donnerai un bal en Angleterre vers le 15 août. Mesdames, je vous y invite. »
L’organisation du débarquement en Écosse s’avère, en revanche, plus problématique. Elle fait l’objet de réflexions et d’affrontements au sein du cabinet secret durant tout le premier semestre de 1759. Une version initiale prévoit la constitution à Bordeaux d’une armée de 8 000 hommes, sous le commandement du duc d’Aiguillon ; ce corps expéditionnaire serait escorté par la Marine royale jusqu’aux côtes occidentales de l’Écosse. Aiguillon juge l’aventure hasardeuse. « Je ne vois aucune apparence de succès, de quelque genre que ce soit, dans cette expédition, et par conséquent aucune gloire à acquérir […] Qu’y feront [en Écosse] huit mille hommes sans point d’appui, sans places de guerre, sans magasins, sans parti ? […] Les Anglais opposeront à M. de Soubise quelques hommes et beaucoup de vaisseaux. Ils garderont sur leurs côtes un corps de 12 000 à 15 000 hommes qui suffiront à écraser la première division si elle peut passer. Ils enverront en Écosse 10 à 12 000 hommes de troupes réglées, toute leur cavalerie, beaucoup de milices, qui nous obligeront à nous tenir dans les montagnes où le froid et la faim nous détruiront ».
Aiguillon finit par s’incliner, mais impose ses propres conditions. Il réclame un corps expéditionnaire de 16 000 hommes au lieu des 8 000 initiaux, un départ de Brest préférable à Bordeaux, une escorte légère et une action de diversion visant à détourner la Royal Navy. Il obtient finalement une force de 20 000 hommes concentrée dans le golfe du Morbihan — Brest demeure le centre d’armement et de rassemblement de l’escadre — et une escorte de quatre à six vaisseaux sous le commandement de Sébastien-François Bigot de Morogues, capitaine à bord du Magnifique. Le convoi doublerait l’Irlande pour aborder les rives du golfe de la Clyde écossaise. Il emporterait, en outre, des compagnies irlandaises au service de la France. De plus, des armes et équipements, à destination d’un corps de volontaires écossais de près de 4 000 hommes, seraient contenues dans les cales de la flotte. L’objectif de ce corps expéditionnaire est de se rendre maître du château d'Édimbourg pour y installer dépôt principal et quartier général.
En outre, le roi espère une aide de la Russie et de la Suède, dont Choiseul doit négocier les conditions ; dans un premier temps, cette dernière ambassade semble avoir été assez fraichement reçue. Une force russo-suédoise, partie de Göteborg et transportée par la flotte suédoise, devrait venir renforcer les Français en Écosse.
Enfin, l’opération de diversion sur l’Irlande est destinée à disperser les forces britanniques. Sous les ordres du corsaire François Thurot, une petite escadre quitterait Dunkerque pour harceler les îles Britanniques et transporterait une force pouvant s’adjoindre à celles du duc d’Aiguillon.

### Le contexte politique français
Le « gouvernement » de Louis XV s’articule autour de cinq secrétaires d’État qui traitent directement avec le roi, dans le champ de leurs responsabilités. Choiseul détient le portefeuille des Affaires étrangères, Belle-Isle celui de la Guerre, Berryer a la charge de la Marine ; jusqu’en mars 1759, Boullongne est le contrôleur général des finances, Silhouette lui succédant. Enfin, Louis XV se réservant la fonction de garde des Sceaux, Saint-Florentin est à la tête du département de la Maison du roi.
En l’absence de Premier ministre, la coordination et la concertation interministérielles sont minimales et la constitution des différents Conseils du roi, tout comme les délibérations qui s’y mènent, sont politiques et opaques.
S’ajoute à cette situation l’influence décisive de Madame de Pompadour, dont, par exemple, Silhouette est un protégé, tout comme Aiguillon. Par ailleurs, Berryer est un obligé de Madame de Pompadour et de Belle-Isle.

En février 1759, le système défensif du littoral français échappe à Berryer pour passer sous la responsabilité de Belle-Isle. Ce dernier s’adresse immédiatement à son protégé, Aiguillon, commandant en chef de Louis XV en Bretagne. 

« Il n’y a pas un moment à perdre pour mettre toutes les batteries en état et en assurer le service, faire le remplacement des milices gardes-côtes et déterminer les projets et les réparations et augmentations qu’il sera nécessaire de faire aux fortifications maritimes […] Je m’en repose avec raison sur toute votre vigilance et votre exactitude. »

— Lettre du maréchal de Belle-Isle au duc d’Aiguillon, février 1759.
Cette décision amplifie les différends qui existent entre le département de la Marine et celui de la Guerre. D’autre part, Aiguillon et de Morogues partagent une vision sur la participation de l’armée navale à l’expédition sur l’Écosse qui va à l’encontre de celle du maréchal de Conflans.
Celui-ci s'oppose en effet obstinément au fractionnement de l'escadre de 21 vaisseaux, placée sous ses ordres à Brest. Il ne découvre d'ailleurs qu'à la mi-juillet 1759, par une dépêche du ministre de la Marine, ce que l'on attend de lui. Il n'a de cesse, par la suite, de combattre ce plan.

Femme et hommes politiques durant la guerre de Sept Ans (sélection).
Madame de Pompadour par La Tour.
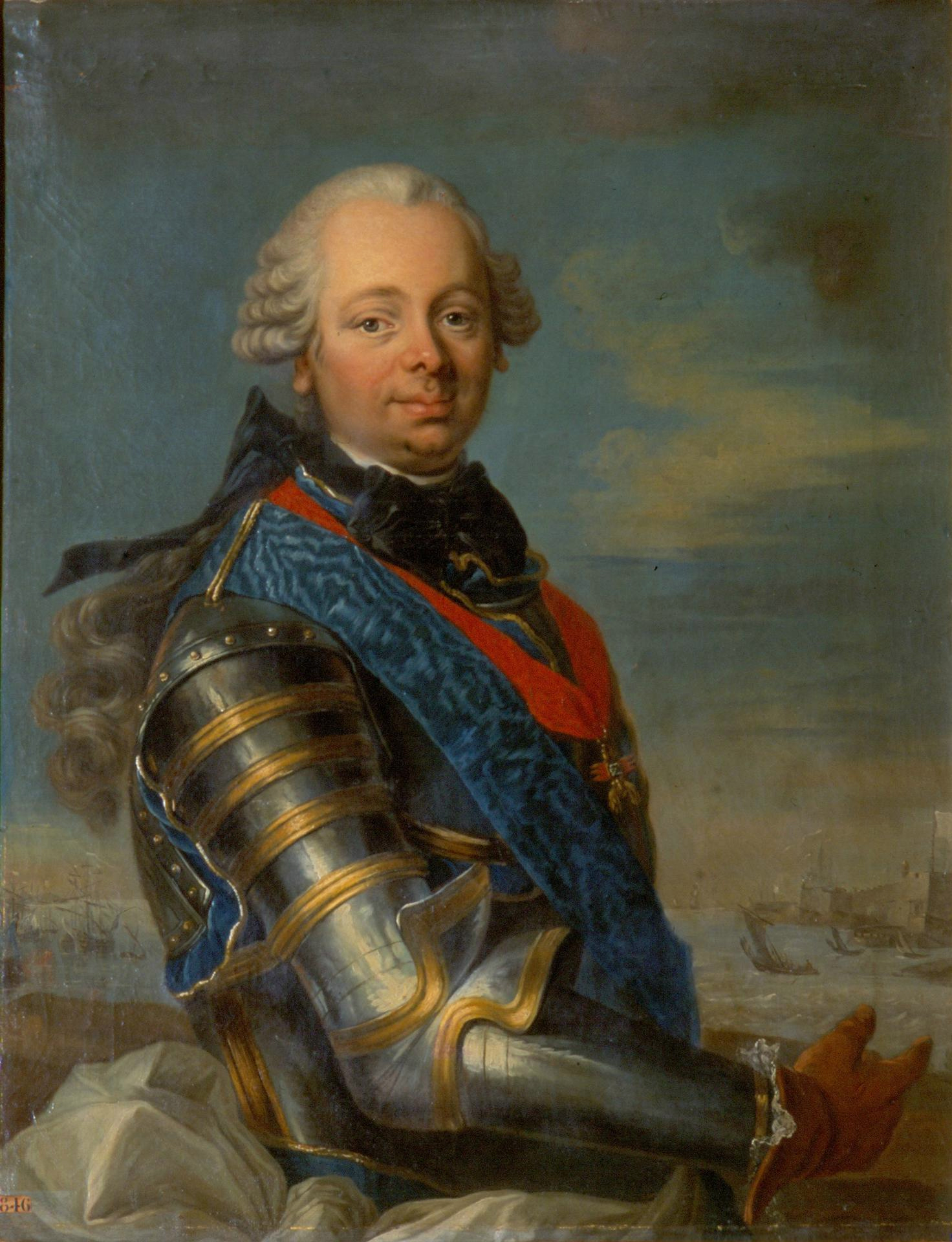
Le duc de Choiseul par Louis-Michel van Loo.
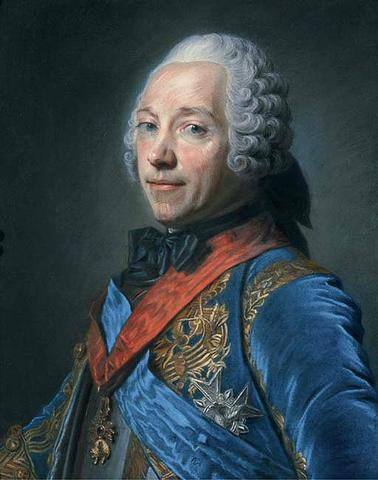
Le maréchal de Belle-Isle par La Tour.
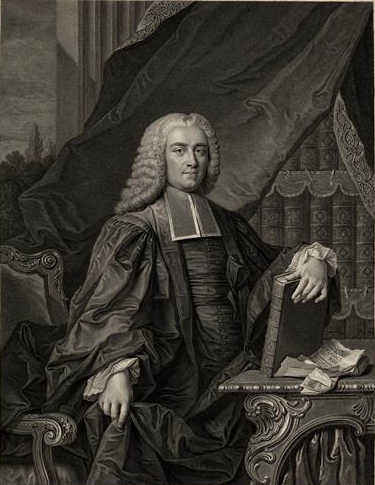
Nicolas-René Berryer.
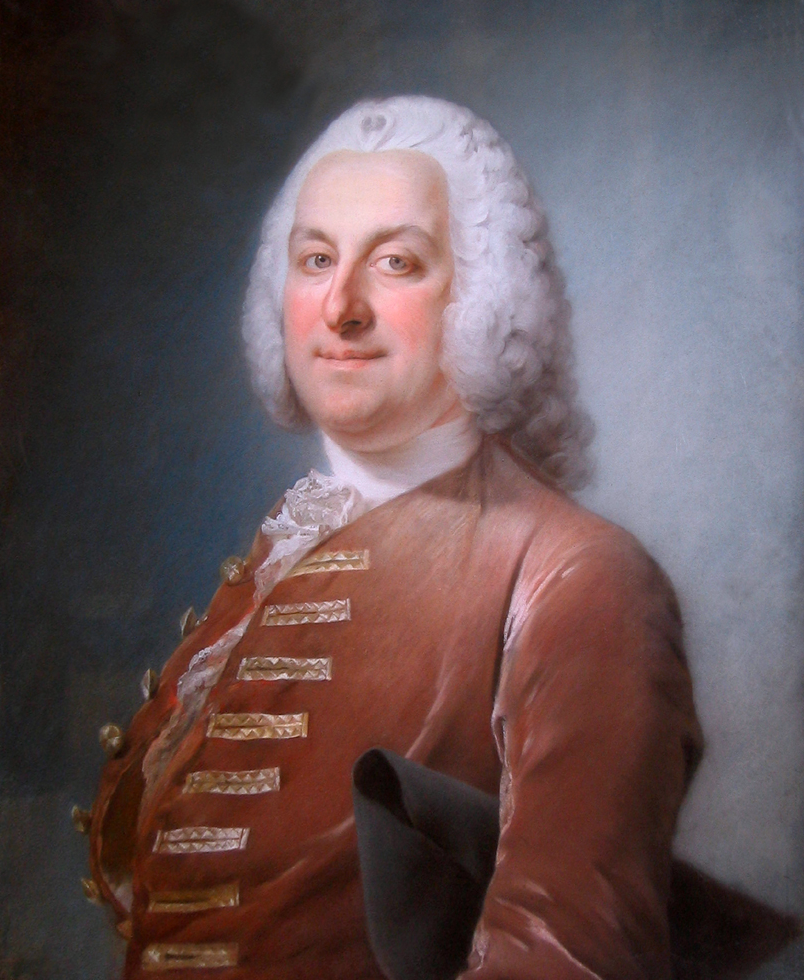
Saint-Florentin.

## Les préparatifs de l’invasion

### Les préparatifs de la Marine royale

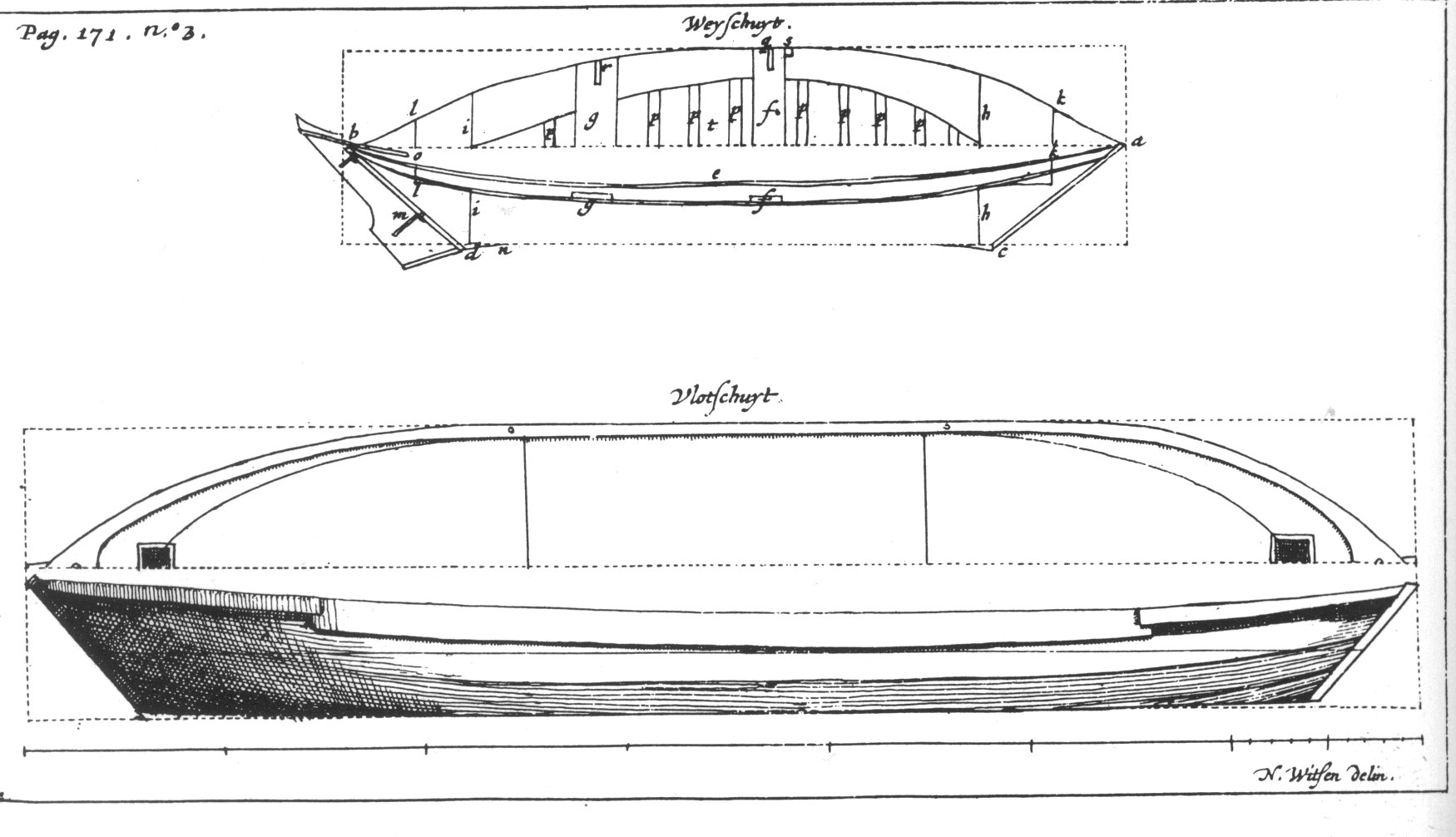
Dessin d’une prame à partir d'une barge à fond plat par Nicolas Witsen (1671).

Au printemps 1759, l’activité de la construction navale française est intense, de Dunkerque à Rochefort et Bordeaux. Des bateaux de faible tirant d’eau, pouvant embarquer un à deux canons et transporter des troupes d’infanterie, sont construits à Dunkerque, à Boulogne, à Saint-Valery et au Havre. Ainsi les chantiers navals de Dunkerque doivent fournir six prames, portant chacune 20 canons de 31 livres et deux mortiers ; cette commande implique la fourniture de matériaux et d’équipements en provenance de Hollande.
D’autre part, de nouveaux canons sont conçus pour équiper les bateaux de transport. Il s’agit de petits canons pouvant tirer 20 coups à la minute, faciles à monter, démonter et transporter.
Une flotte de transport importante est prévue ; il faut en effet 82 navires uniquement pour la troupe. En conséquence, le plan prévoit d’affréter 90 navires, auxquels viennent s’ajouter deux frégates armées en flûtes. C’est le commissaire général de la Marine, Le Brun, qui est chargé de coordonner la partie maritime relative à l’expédition. Les ports de Nantes, de Bordeaux, de Bayonne, de La Rochelle, de Brest, de Morlaix et de Saint-Malo sont mis à contribution.
Le duc d’Aiguillon dirige de Lannion les préparatifs relatifs à l’armée qu'il doit transporter en Écosse. Il se prépare donc à concentrer dans le golfe du Morbihan et ses alentours la flotte de transport, la troupe et les équipements, munitions, vivres et services administratifs nécessaires.
Ainsi douze régiments français d’infanterie — dont sept comportent deux bataillons — et cinq régiments irlandais à un bataillon sont prévus, soit 24 bataillons auxquels ceux de Berry et de Lorraine sont adjoints postérieurement. De plus, quatre escadrons des dragons de Marbeuf doivent se joindre au corps expéditionnaire. On prévoit doter chaque bataillon de deux petits canons transportables à dos de mulet. Si les chevaux ne doivent pas faire partie de l’expédition, l’Écosse étant censée en pourvoir, l’artillerie — 32 bouches à feu, dont 4 canons de 24 livres — et le génie doivent être équipés.
Ces préparatifs suscitent des inquiétudes de la part des Britanniques et les tentatives d’observation, voire d’intimidation, ne manquent pas même si Edmond Jean François Barbier affirme que les bruits sur un débarquement en Angleterre ne sont répandus « que pour faire peur aux Anglais et les obliger à garder leurs troupes dans leur île ».
Ainsi, fin mai 1759, « trois grands vaisseaux britanniques » sont signalés devant Roscoff ; Le Havre est bombardé du 4 au 6 juillet pendant 52 heures par l’admiral George Brydges Rodney ; si la flotte en cours de construction semble n'avoir subi que peu de dommages, de nombreux morts et blessés, ainsi que des incendies sont à déplorer dans la ville.
Début novembre 1759, le corps expéditionnaire est quasiment rassemblé dans le Morbihan ; 17 000 soldats et officiers et près de 100 navires de transports sont à pied d’œuvre, n’attendant plus que la flotte qui doit les escorter.

Drapeaux d’ordonnance des régiments mobilisés par Belle-Isle (sélection).
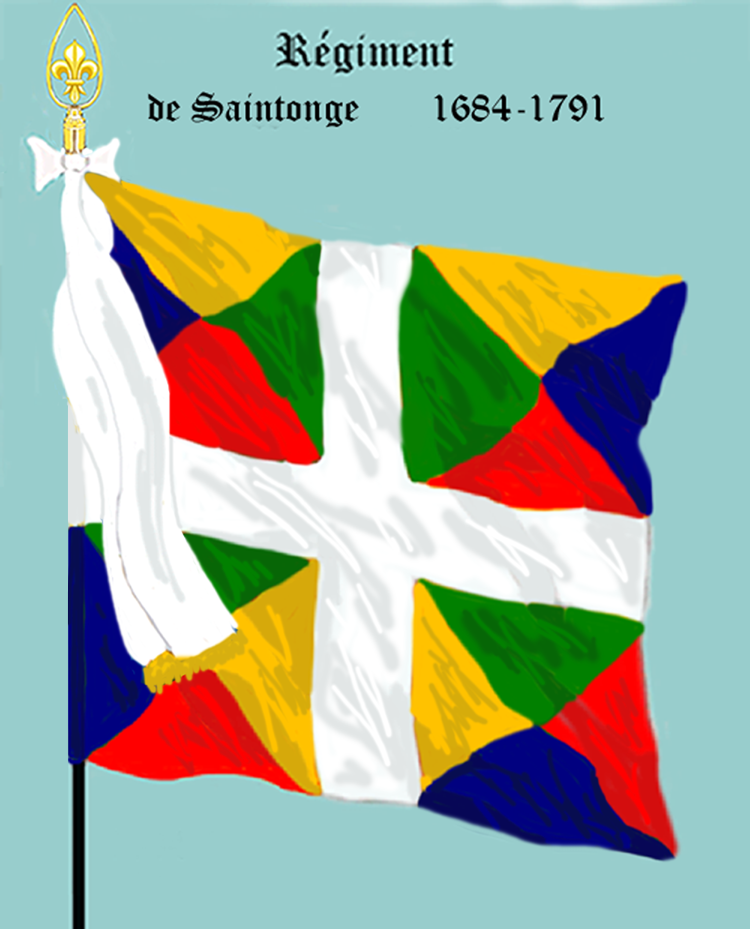
Régiment de Saintonge.
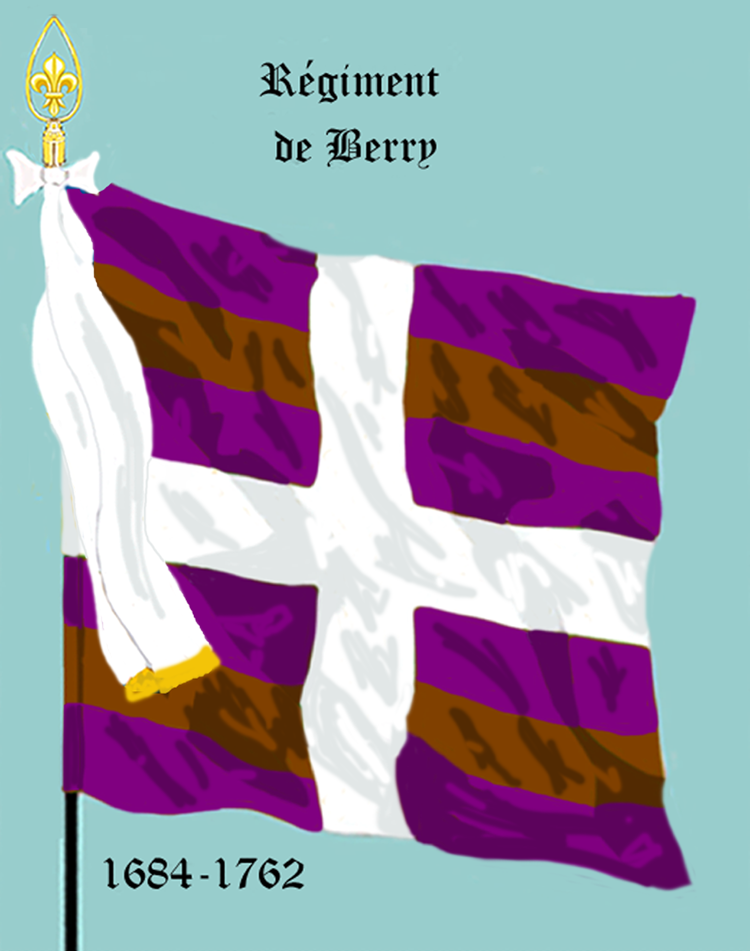
Régiment de Berry.
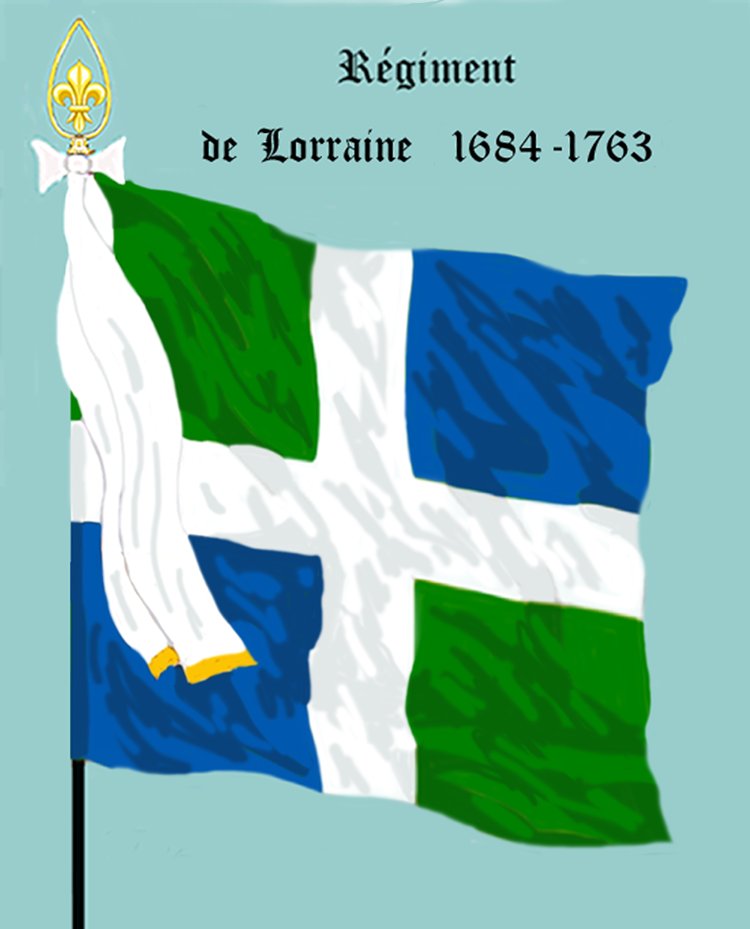
Régiment de Lorraine.
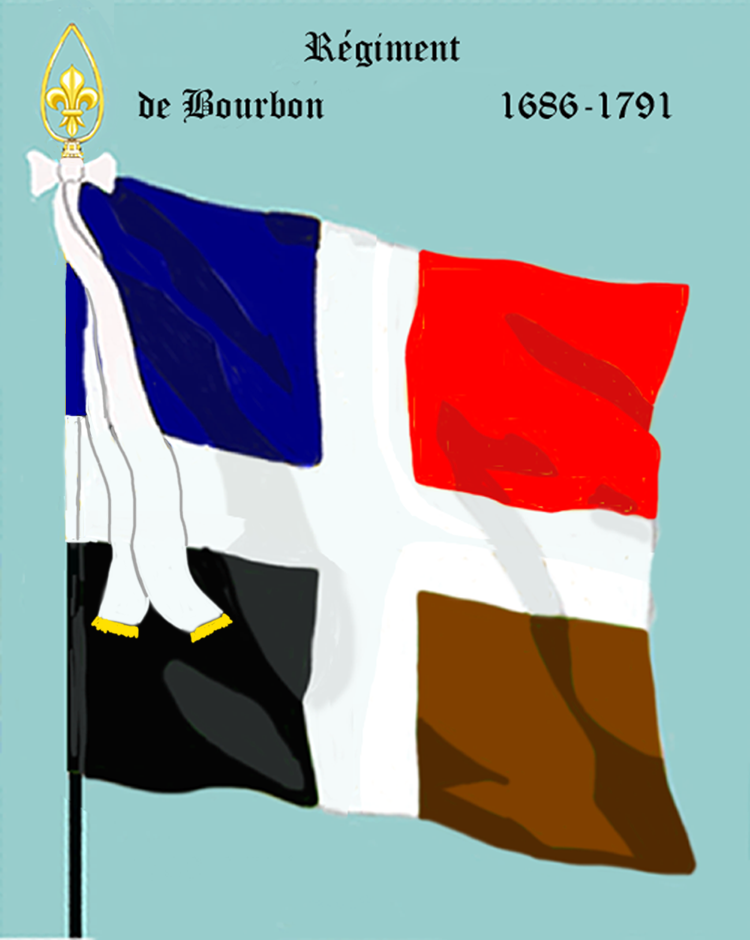
Régiment de Bourbon.
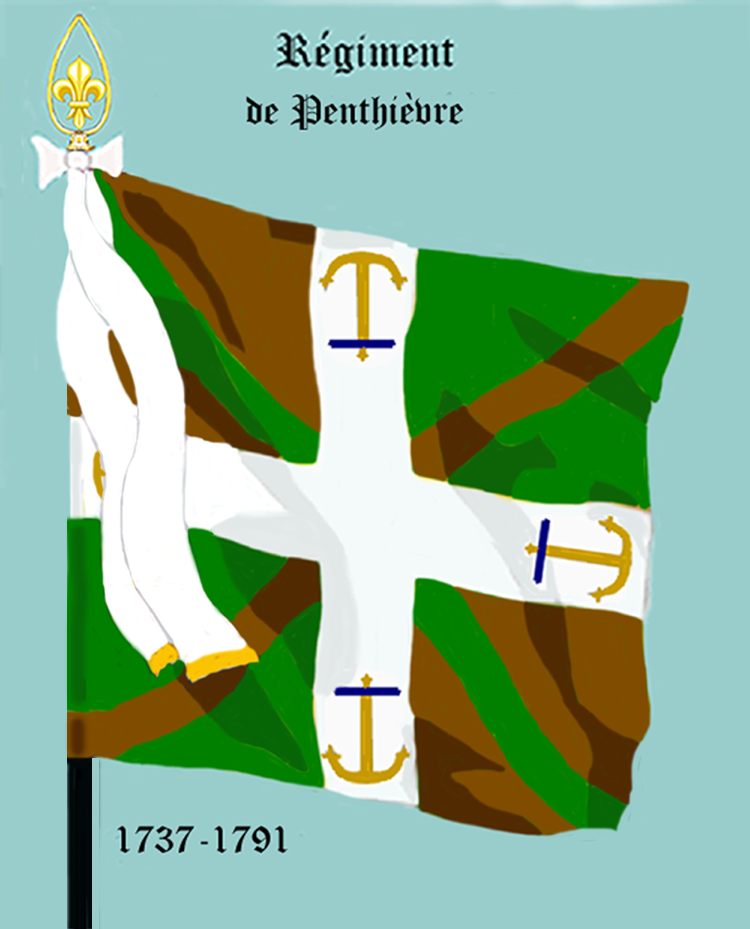
Régiment de Penthièvre.

### La situation de la marine française
Devant escorter le corps expéditionnaire jusqu’aux côtes occidentales de l’Écosse, Conflans dispose d’une escadre de 21 vaisseaux, stationnée à Brest. Il doit, pour armer sa flotte, rassembler 13 000 hommes, répartis entre 9 000 marins et 4 000 soldats de marine.

Las, la main-d’œuvre qualifiée fait cruellement défaut. Compte tenu de l’état de la trésorerie du royaume, engendrant des arrérages de solde, les marins ont été mis à terre. La guerre de course se révélant plus rémunératrice, elle attire un gros contingent de marins de métier. La politique de l'amirauté britannique joue aussi son rôle, celle-ci s'opposant à l'échange des marins confirmés et de maistrance prisonniers. Belle-Isle doit réaffecter à l’escadre de Conflans des marins de celle de Bompar et mobiliser les conscrits du régiment de Saintonge et des grenadiers royaux d’Ailly ainsi que des miliciens gardes-côtes. Il en résulte une répartition où près d’un homme sur deux n’est pas un marin professionnel. Ceux-ci comptent pour environ 7 100 hommes sur les 13 000 souhaités, aux côtés de près de 1 500 soldats de marine, 1 700 soldats de terre et 2 700 gardes-côtes de Bretagne et de Normandie,. 

« Je m’en rapporte à vous, Monsieur le duc, pour mettre dans cette opération toute l’industrie et la cajolerie dont vous êtes capables pour ne pas effaroucher les gardes-côtes par l’idée qu’ils pourraient avoir en s’embarquant de servir comme des matelots pour les basses manœuvres, ce qui pourtant, vous le savez, est l’objet du ministre de la Marine. »

— Lettre de Belle-Isle à Aiguillon, 13 juin 1759
Il ressort de l’échange épistolaire ci-dessus que les gardes-côtes, par ailleurs issus principalement de la population rurale, rechignent à répondre à la mobilisation.

Le niveau de compétence des équipages de la Marine royale a, au long des derniers mois d’inactivité forcée, fortement baissé et le manque d’exercice, ajouté à l’hétéroclisme des équipages, influe très négativement sur la motivation des officiers de marine. 

« Je ne vous dissimulerai pas que je commence à trouver bien du dégoût dans plusieurs des capitaines de l’escadre. On fronde tous les projets, depuis le premier jusqu’au dernier du corps. On les tourne si fort en ridicule, quoiqu’on ne sache point encore le vrai, et l’on bavarde tant que l’on ôte peu à peu la confiance et que le mécontentement ou la mauvaise humeur se montre partout. »

— Lettre de Bigot de Morogues à Aiguillon, 25 septembre 1759.
Outre les difficultés de formation du corps d'armée, la Marine souffre profondément du manque de contrôle financier des dépenses, et Aiguillon s'indigne auprès de Belle-Isle : « je savais depuis longtemps qu'il y avait beaucoup d’embrouillement, de doubles emplois, de gaspillage et de friponneries dans les dépenses de la marine, mais je n’avais jamais cru qu’on les eût portées si loin »,.

### Le choix du golfe du Morbihan
En dépit de l'insistance d'Aiguillon de choisir Brest comme point de départ du corps expéditionnaire vers l’Écosse, Versailles choisit le golfe du Morbihan comme lieu de rassemblement.
La raison en est l’accès difficile à Brest, de terre comme par mer. Il faut en effet faire concentrer le ravitaillement et l’équipement nécessaires à un corps de 20 000 hommes en provenance des ports de Bordeaux, de Rochefort et de Nantes, ou d’origines terrestres tel qu’Orléans. Le blocus maritime sur les côtes bretonnes imposé par la Royal Navy est particulièrement sévère sur la pointe de la Bretagne. En outre, Brest vient de subir une grave épidémie de typhus et la crainte d’une récidive est sérieuse.
La proximité de la Loire et de son estuaire, ainsi que la meilleure protection du golfe du Morbihan jouent en faveur de ce dernier.

Le golfe du Morbihan à marée basse.

### Les préparatifs de la Royal Navy

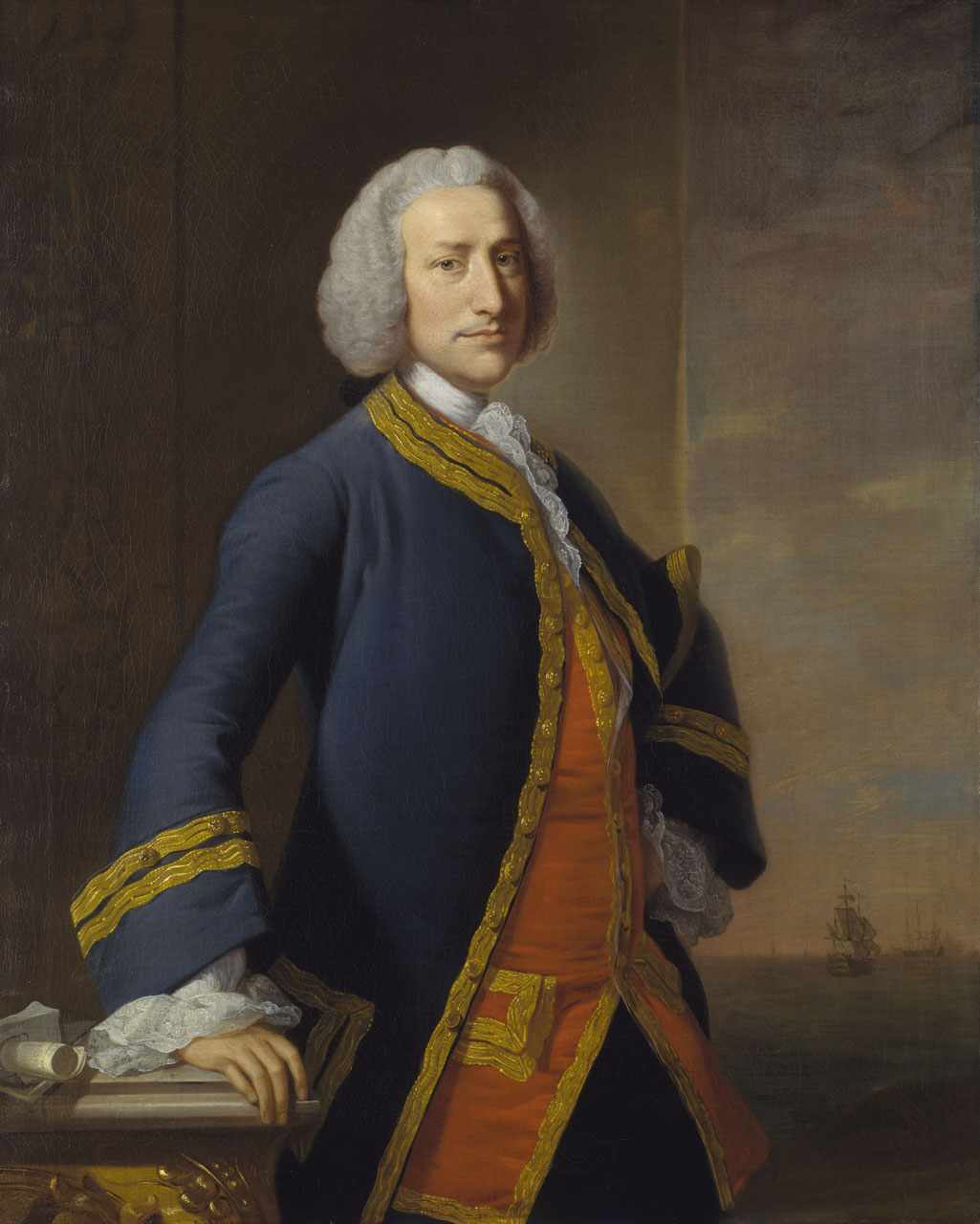
L’amiral George Anson.

L'activité dans les chantiers navals français ne manque pas d’alarmer les Britanniques et de renforcer les activités de renseignement des agents de Thomas Pelham-Holles, duc de Newcastle-upon-Tyne. Après quelques atermoiements, le gouvernement de William Pitt instaure des mesures préventives à partir du printemps 1759. Le 21 juin 1759, un ordre de mobilisation générale des forces navales, incluant corsaires et pêcheurs, est lancé. Au début du mois d’août, les milices sont prêtes à recevoir les forces françaises, rassurant les populations locales sur la capacité du pays à se défendre. 
« Our Navy abroad — our Militia at home,

What have we to fear then from Bourbon or Rome. »
— John Bull, été 1759.
Sur mer, l’amiral George Anson, First Sea Lord depuis 1755, a mis en place un blocus du littoral français, de la Manche au golfe de Gascogne, qui se resserre à partir de février 1759.
Il étend durant l’été ce blocus aux côtes de Flandres et au littoral de l’estuaire de la Seine.
Depuis le mois de mai 1759, l’amiral Edward Hawke est à la tête du Western Squadron — également nommé Channel Fleet —, cette force navale déjà si efficace durant la guerre de Succession d'Autriche, qui, par la politique de blocus qu’elle induit, provoque en 1747 la reprise des grands affrontements navals sur la façade atlantique.
Il monte la garde devant Brest, commandant son escadre depuis le HMS Ramillies, au large d’Ouessant ou de la pointe Saint-Mathieu en fonction des vents, dans l’attente de l’escadre de Conflans. Des frégates sont réparties du plateau du Four — un haut-fond rocheux situé au large du Croisic et de La Turballe — à la pointe du Raz, promontoire rocheux constituant la partie la plus avancée vers l'ouest du cap Sizun, face à la mer d'Iroise au sud-ouest du Finistère.

## Le théâtre du combat

### Géomorphologie

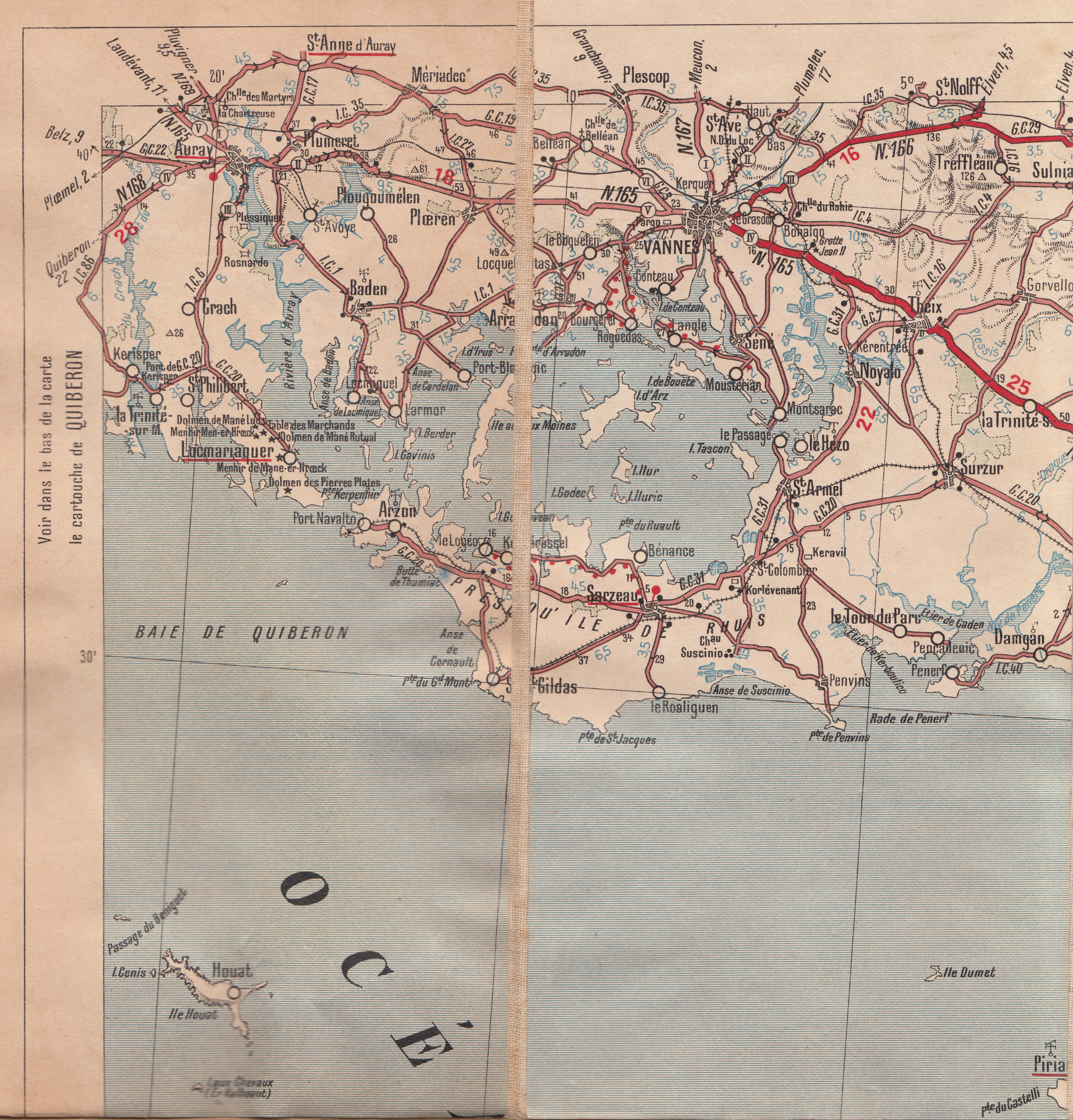
Le golfe du Morbihan et la presqu'île de Rhuys (carte Michelin de 1913).

Les préparatifs et le rassemblement des troupes prévues pour l'invasion de la Grande-Bretagne par l’Écosse se sont faits dans la baie de Quiberon et le golfe du Morbihan. Cette zone abritée des intempéries est propice à de telles activités. La proximité des ports d'Auray au fond de la rivière d'Auray et de celui de Vannes au fond de la Marle constitue un atout supplémentaire.
Le combat se déroule dans un triangle de 7 milles marins formé par les îles d'Hœdic et Dumet et la pointe du Croisic. Cette rade est protégée naturellement par des rochers et des îlots qui imposent aux capitaines une parfaite connaissance des lieux ou la présence d’un pilote.
Située entre l'embouchure du Blavet et celle de la Loire, cette région comprend de vastes baies, présentant des fonds de moins de 30 m et souvent voisins de 15 m.
À l'ouest, la presqu'île de Quiberon est une langue rocheuse de 14 km qui s’avance dans la mer.
Au nord, s’étend le golfe du Morbihan, de 20 km de longueur ; parsemé d'îles, peu profond, fermé au sud par la presqu'île de Rhuys, il s'ouvre sur la baie de Quiberon par une entrée étroite. Sur la côte sud, donnant sur Mor braz, alternent les longues plages de sable et les pointes rocheuses.
À l'est, se trouve le port de Pénerf, sur la rade et à l'embouchure de la rivière du même nom. Il précède l'embouchure de la Vilaine, sur laquelle se trouvent les deux ports de la Roche-Bernard et de Redon. À 4 milles nautiques de la côte au large du Croisic surgit le plateau du Four, un haut-fond rocheux de 4 kilomètres de longueur.
Après avoir doublé la pointe du Croisic, haute et rocheuse, précédée de dunes sableuses, on pénètre dans l’estuaire de la Loire, en passant la pointe de Chémoulin.

### Toponymie
La chaussée des Cardinaux est un haut-fond rocheux situé au sud-est de l’île de Hœdic. Il accueille depuis 1875 le phare des Grands Cardinaux.
Selon Guy Le Moing, le toponyme Cardinaux est d’origine bretonne dont la forme primitive signifie « les gardiens ».
Jean-Michel Ériau évoque, lui, un alignement de rochers vaguement orientés selon les axes cardinaux.
Pour les Britanniques, la bataille est connue sous le nom de Battle of Quiberon Bay.

## Les forces en présence

### Les amiraux

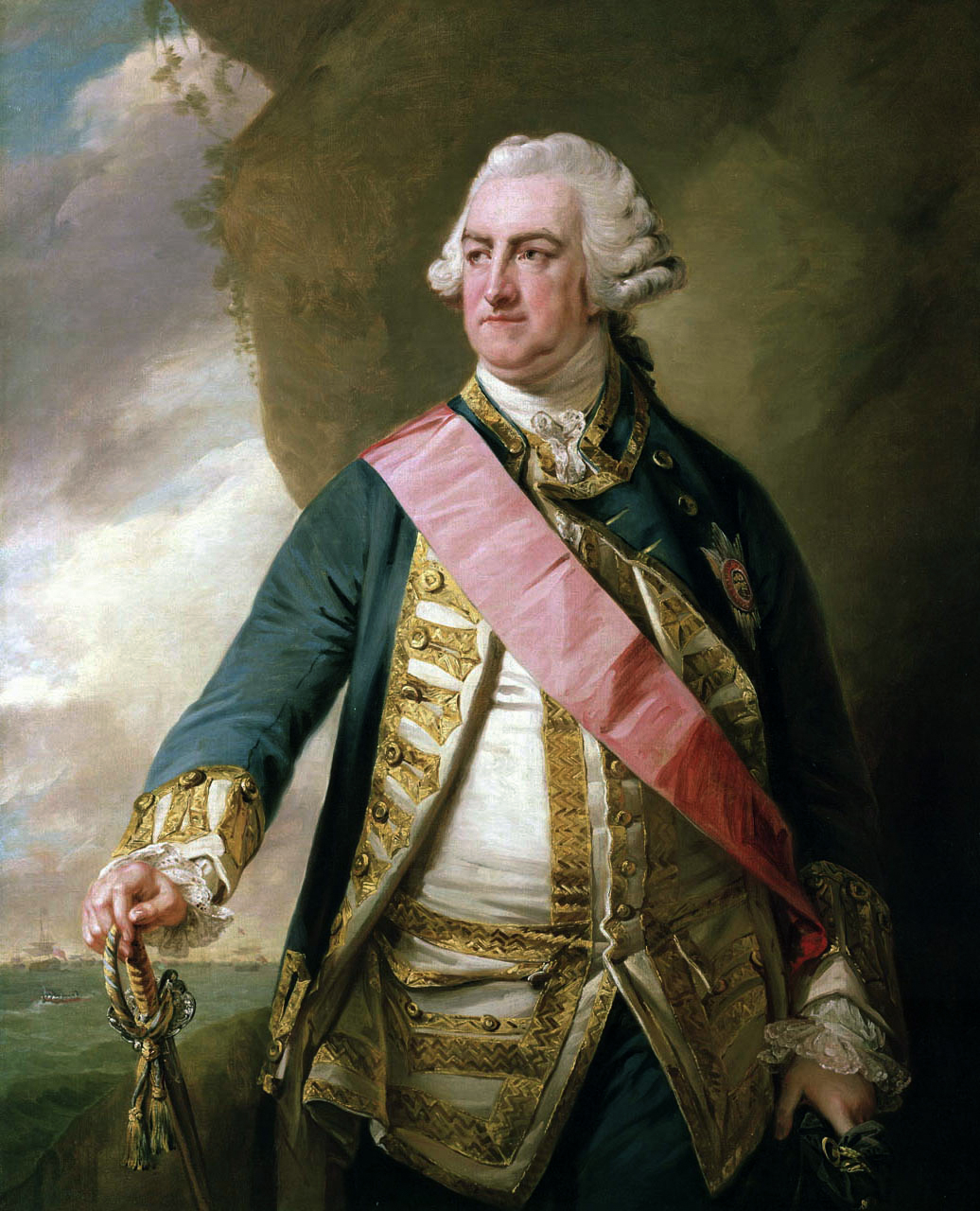
Edward Hawke par Francis Cotes.

Hubert de Brienne de Conflans est âgé de 69 ans et maréchal de France depuis 1758. Vice-amiral du Ponant depuis 1756, c'est un marin accompli et un personnage important de la Cour, ce qui explique qu'il commande la flotte française.
Âgé de 54 ans, l'amiral britannique Edward Hawke n'a pas eu un avancement particulièrement rapide. Nommé capitaine de vaisseau en 1734, il n'atteint le grade d'officier général qu'en 1747 par faveur royale refusant que Hawke soit nommé dans l'escadre jaune. En mai 1759, il est au commandement de la flotte dite des Home waters, c'est-à-dire responsable de la frontière maritime avec le royaume de France.
Pour son agressivité et le soin mis à maintenir le blocus, Hawke est souvent présenté comme un précurseur de Nelson.

### La flotte française

#### Organisation
L'armée navale française est organisée en trois escadres, correspondant à l'avant-garde, le corps de bataille et l'arrière-garde. Chaque escadre arbore un pavillon distinctif sur chacun de ses navires. Il s'agit d'un pavillon bleu et blanc pour l'avant-garde, blanc pour le corps de bataille et bleu pour l'arrière-garde.
Les escadres sont sensiblement de la même force. Le commandant en chef de « l'Armée navale » se place généralement au milieu du corps de bataille, autant pour tenter d'avoir une vue d'ensemble que pour faciliter la transmission de ses ordres. Ceux-ci sont transmis par des pavillons dont la couleur, la forme et l'emplacement donnent les clés de correspondance avec un code secret fourni au préalable et dont dispose chaque capitaine.
Dans les escadres sont comptés les navires de ligne, c'est-à-dire ceux qui forment la ligne de bataille. Ici, il s'agit des vaisseaux d'au moins 64 canons. Les autres navires, plus petits, comme les frégates, sont en dehors de la ligne et sont destinés à répéter les signaux ou assister les navires de ligne désemparés.
Les ordres du maréchal de Conflans prévoient que les navires en ligne naviguent à une distance d'une demi-encablure (93 m soit 1⁄20 de mille).
La flotte française est composée de vingt-et-un navires de ligne, divisés en trois escadres de sept vaisseaux chacune, et de cinq frégates ou corvettes. Le corps de bataille, escadre blanche, est commandé par le chevalier Joseph-Marie Budes de Guébriant, sur l’Orient. En son sein demeure le Soleil Royal, vaisseau amiral de Conflans. L'avant-garde, division blanche et bleue, est sous les ordres du chevalier Joseph de Bauffremont, à bord du Tonnant. Enfin, l’arrière-garde, sous pavillon bleu, est commandée par Louis de Saint-André du Verger, commandant du Formidable.
Les 21 vaisseaux alignent une puissance de feu de 1 492 canons auxquels viennent s’ajouter ceux des frégates et corvettes, 82 pièces, soit un total de 1 574 canons.
L’une des frégates, l’Hébé, entre en collision avec le Robuste le 18 novembre. Endommagée, elle reçoit quelques réparations de fortune. Ayant hissé le signal d’incommodité de manœuvre, elle met le cap sur Rochefort et ne participe donc pas au combat.
Elle rencontre le sloop britannique Fortune, commandé par le capitaine Stuart, avant d’arriver à hauteur de la baie de Quiberon.

### La flotte britannique

#### Organisation

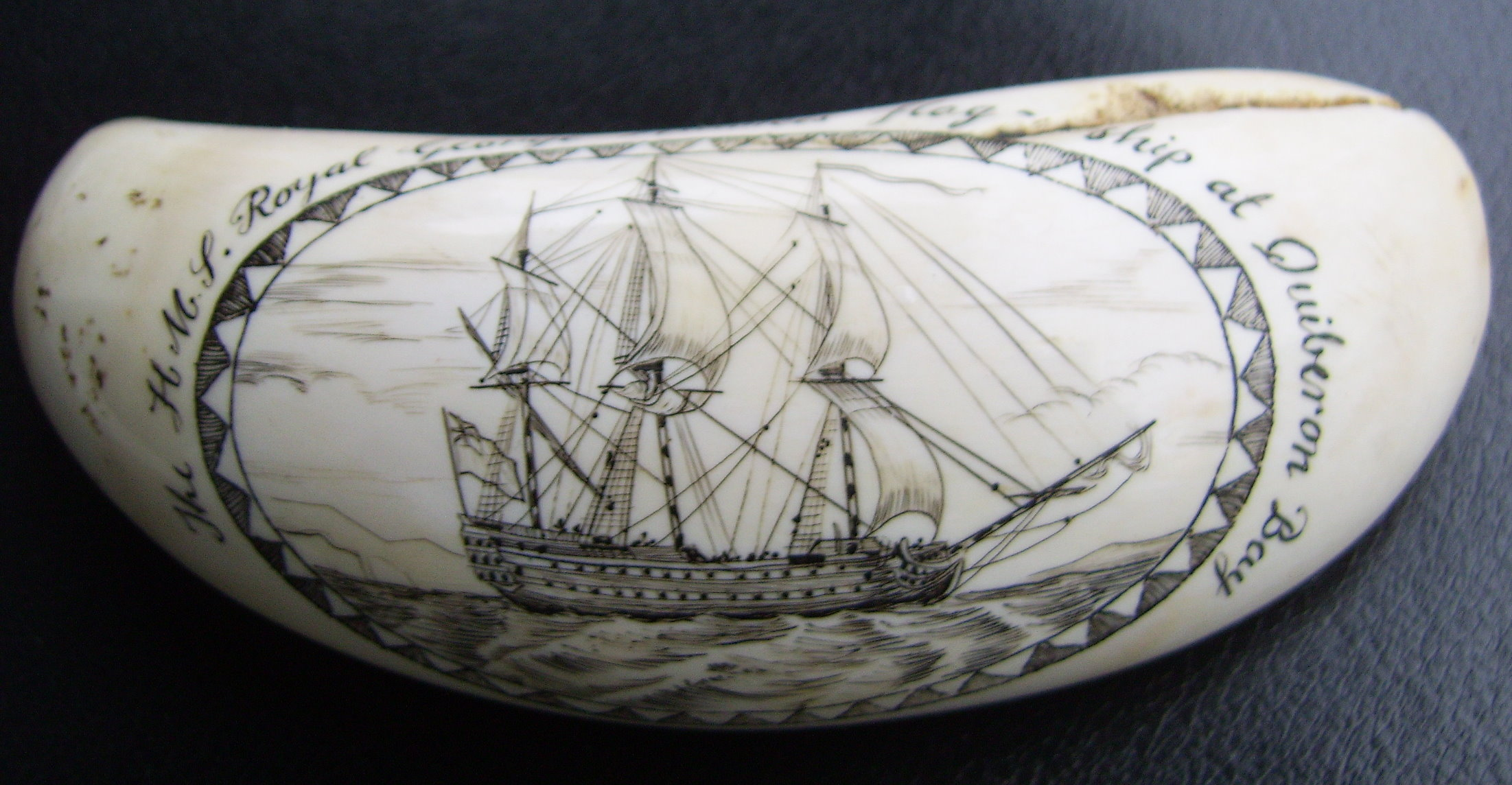
The HMS. Royal George Hawkes flag-ship at Quiberon Bay, gravure sur une réplique d'un fanon de baleine.

La flotte de l'amiral Hawke est également répartie en trois escadres. L'escadre bleue, avant-garde, l'escadre rouge, corps de bataille, et l’escadre blanche, arrière-garde.
Elle est aussi prévue pour combattre en ligne de bataille. Cette ligne doit être formée, sur ordre, dès que Hawke veut engager le combat.
L'armée navale britannique, commandée par l’amiral Hawke à bord du Royal George — un navire de ligne de premier rang portant 100 canons —, comprend vingt-trois vaisseaux de ligne, répartis en trois divisions et cinq frégates, en sus de la division de Robert Duff — quatre vaisseaux et une frégate, le Belliqueux ne participant pas au combat.
Le corps de bataille, division rouge, comprend le Royal George sur lequel Edward Hawke a monté son pavillon et sept autres vaisseaux. Charles Hardy, à bord de l’Union, commande l’avant-garde bleue, de sept vaisseaux. L'arrière-garde, escadre blanche de huit vaisseaux, est sous les ordres de Francis Geary, qui a monté sa marque sur le Resolution.
La petite escadre du commodore Duff prend également part au combat. Elle ne fait pas partie de la flotte de Hawke, même si celui-ci est en droit de lui donner des ordres. Quand les Français arrivent, les navires de Duff sont à l'ancre, à l'abri de Quiberon, avec pour mission de surveiller les transports français du golfe du Morbihan.
Les 27 vaisseaux britanniques qui participent à la bataille alignent 1 866 canons, auxquels s’ajoutent ceux des frégates, 184 pièces, soit un total de 2 050 bouches à feu. La puissance de feu est donc largement favorable à la flotte britannique.

#### Le blocus
Le principe adopté par les Britanniques est de placer des frégates devant les différents ports de guerre français. Elles doivent observer et prévenir les escadres qui attendent dans les ports anglais pour combattre toute tentative de sortie.
La Royal Navy a mis au point une technique de blocus, nommée close blockade, perfectionnée par l’amiral Hawke. Celui-ci instaure un blocus à deux niveaux. Le premier repose sur les frégates, comme auparavant. Le second, sur une flotte qui croise continuellement dans la Manche — dans ce cas précis, au large d'Ouessant — sans avoir besoin de retourner au port pour se ravitailler.
Hawke parvient à embarquer jusqu’à trois mois de vivres sur ses navires à Torbay ou à Plymouth,.
Il met en place un système de ravitaillement à la mer, par des navires marchands qui apportent régulièrement des vivres frais aux vaisseaux croisant au large. Cela va de la viande aux légumes et à la bière — la bière n'est pas pour l'agrément des marins mais comme aliment anti-scorbutique, estime-t-on à l'époque.
Il organise une rotation des navires de son escadre à Plymouth ou à Torbay afin de garantir la maintenance des vaisseaux et le repos des équipages. De plus, l’hygiène à bord est irréprochable, puisqu’en six mois de navigation, l’escadre que dirige Hawke n’a à déplorer qu’une vingtaine de malades parmi les 14 000 hommes mobilisés.
En outre, l’arsenal de Plymouth s’est développé et est devenu le deuxième d’Angleterre, permettant la construction et la réparation des vaisseaux de guerre nécessaires au Western Squadron.
Autre conséquence de ce choix, les équipages britanniques sont particulièrement bien entraînés, au contraire des équipages français qui manquent d'entraînement.

## Préludes

### La sortie de Toulon et la bataille de Lagos
Il semble que le projet d’invasion de l’Angleterre ait prévu d’adjoindre la flotte de Toulon à celle de Brest,,. Certains auteurs, dont Guy Le Moing, contestent ce point de vue, rappelant que les ordres de l’escadre de Toulon étaient de rejoindre Cadix où des instructions concernant sa destination finale l’attendaient. Selon Coster, la flotte de Toulon devait se rendre en Martinique.
Le 5 août 1759, le chef d'escadre La Clue appareille de Toulon avec douze vaisseaux et trois frégates. Le 17, il franchit le détroit de Gibraltar sans réussir à passer inaperçu des Anglais. À la suite de signaux défectueux pendant la nuit, son escadre ne reste pas groupée ; 5 vaisseaux se réfugient dans le port de Cadix et il n'a plus que 7 navires quand il rencontre les 14 vaisseaux de l'amiral Boscawen. Il résiste une journée à l'assaut anglais et ne perd qu'un vaisseau qui doit se rendre. Dans la nuit, deux vaisseaux prennent encore la fuite. Avec 4 unités restantes, il ne lui reste plus aucune chance de résister au combat. Il tente de se réfugier dans la baie d'Almadora, près de Lagos au Portugal. Boscawen n'hésite pas à violer la souveraineté de ce pays pour incendier deux des navires français et en capturer deux autres.
La nouvelle parvient à Versailles fin août, suivie par la capitulation de Québec en septembre, ajoutant son effet désastreux sur le moral des troupes rassemblées à Brest et dans le Morbihan. Le chroniqueur Edmond Jean François Barbier constate : « nos malheurs augmentent tous les jours ».

### La sortie de Brest et le trajet vers Quiberon

La sortie de Brest et le trajet vers Quiberon.

Le mois d’octobre 1759 est marqué par de fortes tempêtes. Celle qui se lève le 10 octobre force Hawke à rentrer s’abriter à Plymouth le 13 suivant avec le Ramillies : 

« Hier et aujourd’hui la tempête a sensiblement augmenté. J'ai pensé qu’il valait mieux faire route sur Plymouth, plutôt que de courir le risque d’être dispersés et déportés plus loin vers l’est. Tant que le vent durera, il sera impossible à l’ennemi de bouger. Je garderai les navires employés nuit et jour à compléter l’eau et les vivres pour trois mois ; car en cette saison on ne peut pas dépendre de ravitailleurs venant par mer. Dès qu’il y aura une accalmie, je ferai voile à nouveau. »

— Journal de bord de Hawke, 13 octobre 1759.
La tempête se calme le 18 octobre et Hawke appareille aussitôt. Les vents forcissent encore début novembre ; le 6, les vents d’ouest se transforment en tempête qui force l’escadre en faction au large de Brest à rentrer à Torbay le 9 suivant.
Le 7 novembre, Bompar parvient devant Brest, en provenance des Antilles, et constatant l’absence de l’escadre britannique, il pénètre dans la rade et prévient Conflans.
Aussitôt, Conflans se prépare à l'appareillage. Il récupère en particulier des marins sur les bateaux de Maximin de Bompar pour compléter ses équipages.
Conflans écrit le 10 suivant au duc d’Aiguillon : « il n’y a plus que le vent favorable à désirer pour se rendre dans le Morbihan. »
L'accalmie tant attendue survient le 14 novembre, avec une brise qui souffle du nord-ouest ; la flotte de Conflans quitte Brest ce même jour, en fin de matinée, se dirigeant vers le Morbihan, une centaine de milles au sud-est,. Ce même jour, Hawke quitte Torbay à 15 h à bord du Royal George et donne à sa flotte le signal du départ ; vers 20 h l’avant-garde de l’escadre se situe à 3 milles au sud-sud-ouest de Berry Head, l’extrémité sud de la baie de Torbay.
Le 15 novembre, la flotte française fait cap au sud, dans une zone de vent faible. Elle prend en chasse la frégate anglaise Juno de 9 h à 14 h. Celle-ci parvient à s’échapper et à prévenir un convoi de ravitailleurs britanniques de la sortie de la flotte française. Traversant momentanément une zone de calme plat, l'armée de Conflans s’encalmine et dérive lentement vers le sud, alors que la flotte de Hawke, encore dans la Manche, progresse vers le sud-ouest. Alors que la flotte française navigue sur deux colonnes, en réponse au pavillon à carreaux blancs et bleus hissé à la vergue d’artimon du Soleil Royal, la frégate Vestale, de retour de reconnaissance, rapporte avoir croisé une escadre ennemie forte de 18 vaisseaux. Conflans forme alors sa flotte en ordre de bataille, formation qu’elle conserve durant toute la nuit.

Le 16, la flotte britannique fait toujours route vers Ouessant. À ce moment-là, Hawke n’a pas encore été prévenu de la sortie de Conflans de Brest. Mû semble-t-il par une intuition, il décide de prévenir le commodore Duff de venir lui-même au large de Belle-Île avec toute son escadre, à l’exception de quatre frégates qui doivent demeurer dans la baie de Quiberon et de trois autres au large de Lorient. En fin d’après-midi, un convoi de ravitailleurs anglais signale à l’amiral britannique que la flotte française a été croisée la veille, dans la direction de Belle-Île. 

« […] Le seize, [nous étions] à 8 ou 9 lieues de l’île d’Ouessant. L'après-midi, nous rencontrâmes quelques transports anglais revenant de Quiberon, qui informèrent l’amiral qu'ils avaient vu la flotte française la veille, constituée de 24 voiles, faisant route au sud-est à 24 lieues à l’ouest de Belle-Île. Le renseignement fut accueilli par des acclamations générales, et chaque navire se prépara à l’action. L’amiral ne perdit pas une minute, mais poursuivit sa route avec le maximum de promptitude […]. »

— Robert English, chaplain de l’amiral Hawke sur le Royal George, The Gentleman's Magazine, 1759,.
Dans l'après-midi du 16, le temps se dégrade et le vent passe au sud-est, rendant difficile la conservation du cap prévu. Le vent fraîchit encore durant la nuit. La direction du vent, au sud-sud-ouest à présent, ralentit la progression des deux escadres.
Le lendemain, fuyant la tempête, à la cape, la flotte de l'amiral de Conflans se trouve à quelque 180 milles nautiques à l'ouest de Belle-île ; Hawke est soumis à la même tempête mais la compétence de ses marins lui permet de ne pas être aussi déporté vers l'ouest que son adversaire. Le commodore Duff, toujours dans la baie de Quiberon avec son escadre, n’est pas encore informé de la proximité de la flotte française qui vient rejoindre le corps expéditionnaire d’Aiguillon et referme l’étau sur ses forces, ni des ordres de Hawke émis le 16. Il n'en est averti que le 19 novembre par une des frégates détachées par Hawke, le Vengeance.
Le 18, la tempête a un peu faibli mais les vents sont toujours défavorables à une progression vers l'est. Comme décrit plus haut, la frégate Hébé heurte le Robuste et doit se dérouter vers Rochefort, pour effectuer des réparations. La nuit, qui débute avec une brise légère de sud-ouest et un temps clément, s’achève avec des vents d’ouest violents annonciateurs de tempête et Hawke fait amener la voilure de l’escadre jusqu’à 7 h du matin suivant.
Le 19 novembre, le vent est plus faible mais souffle toujours du sud-est. Le Vengeance parvient à franchir le dangereux passage de la Teignouse entre la presqu’île de Quiberon et l’île d’Houat pour rejoindre Duff et l’avertir du danger d’être pris dans la tenaille de l'armée française. Ce dernier donne immédiatement l’ordre de filer les câbles. Il est approximativement 15 h et, à 17 h, la flottille a passé la Teignouse ; à la tombée de la nuit, l’escadre se trouve au nord de Belle-Île.
Hawke a refait une partie de son retard — à midi, il est à 70 milles au nord-ouest de Belle-Île —, mais est bien plus au nord que Conflans. Vers 23 h, le vent vire du sud-est au sud-ouest, devenant favorable pour la flotte française, qui peut alors remonter grand largue au nord-est en direction de Belle-Île et de Quiberon. À nouveau, le vent fraîchit durant la nuit ; Conflans fait réduire la voilure en conséquence ; Hawke fait de même en faisant serrer les perroquets et prendre un ris dans les huniers. Le changement d’orientation du vent contrarie la progression de Duff vers le sud, qui doit alors contourner Belle-Île par l’est et le sud pour gagner le large, le rapprochant dangereusement de la flotte française.

## La bataille

### Conditions météorologiques et allures

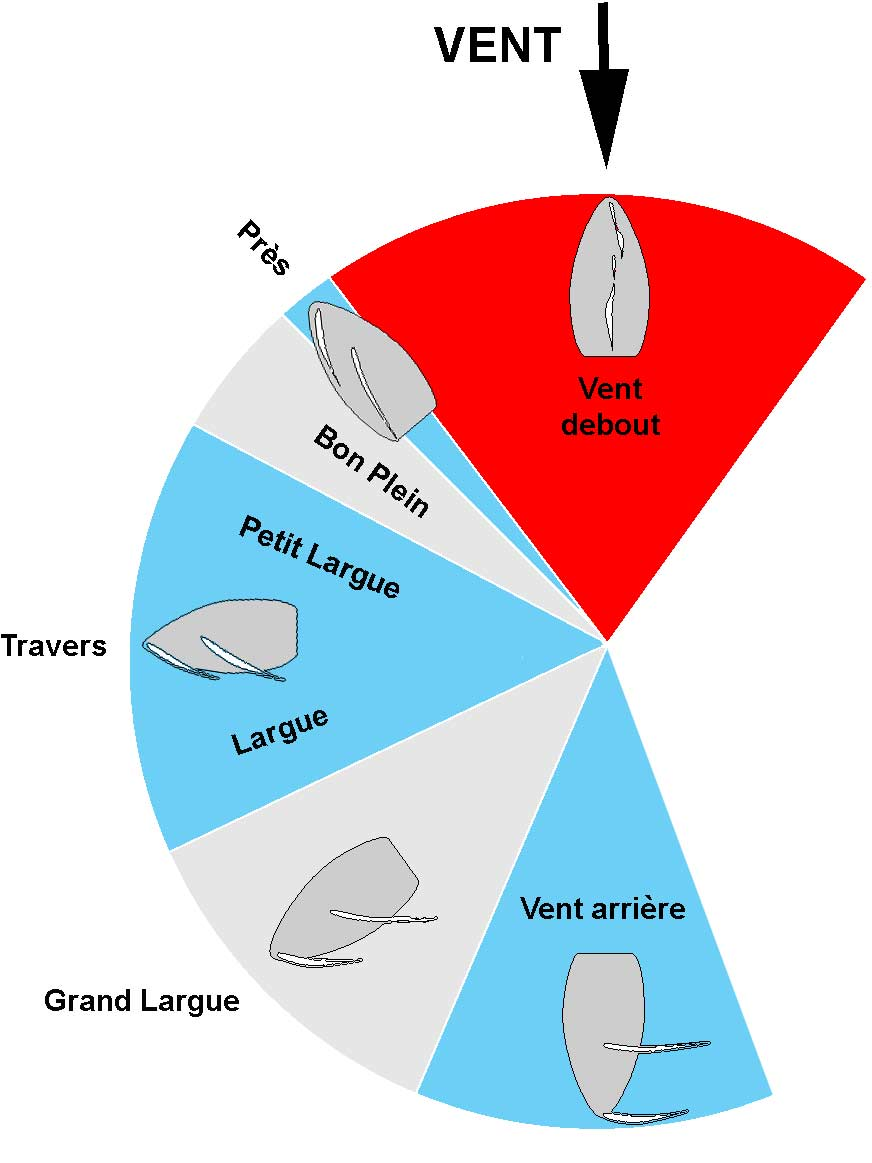
Schéma des différentes allures.

L’analyse des conditions météorologiques est importante pour comprendre le déroulement de la bataille, en premier lieu parce qu'un vent fort, 40 nœuds, c'est-à-dire près de 75 km/h, limite la surface de voilure que peuvent porter les navires et augmente les risques d'avaries (bris d'éléments de mâture, voiles déchirées) — ce qui arrive effectivement à plusieurs des navires engagés — ; la meilleure allure pour le type de voiliers du XVIIIe siècle est en effet le vent arrière. Plus le voilier cherche à serrer le vent, plus grands sont les risques d'avarie.
En deuxième lieu, la prise au vent offerte par la mâture et par la voilure fait gîter le navire, ce qui peut interdire d'ouvrir les sabords de la batterie basse du côté sous le vent, sauf à risquer d'embarquer des paquets de mer et chavirer. Et, s'il gîte, la puissance de feu sur ce bord du vaisseau est fortement réduite puisque les canons les plus puissants, donc les plus lourds, sont placés à la batterie la plus basse pour des raisons de stabilité. En troisième lieu, les conditions météo interviennent dans la conduite de la bataille. La transmission des ordres s'effectue par le biais de pavillons de couleurs envoyés en tête de mât. Une faible visibilité, la pluie et une mer démontée contribuent à gêner l'observation des signaux faits et peuvent être la cause de mauvaise exécution, voire d'ignorance des ordres donnés par l'amiral.
Dans la marine à voile, l’« allure » désigne l’angle d'un bateau par rapport au vent. Les archives britanniques — soit au sein du Public Record Office (PRO), dernièrement renommé National Archives dans le fonds de l’Admiralty, soit à la bibliothèque du National Maritime Museum (NMM) à Greenwich — conservent les lettres écrites par Hawke depuis son bord ainsi que les logs des bâtiments engagés dans la bataille.
Dans la nuit du 19 au 20 novembre le vent souffle du sud-ouest et remonte doucement à l’ouest ; Hawke, qui avance dans la direction est-sud-est, est tribord amures puis grand largue.
Au lever du jour, le vent souffle d’ouest puis vire, en milieu de matinée et jusqu’à 14 h 30, ouest-nord-ouest. À midi, Hawke navigue au sud de Belle-Île, vent arrière puis largue.
De son côté, pendant la nuit, Conflans avance vers le nord-nord-est ; il est alors soit vent arrière bâbord ou déjà largue ; le vent adonne ensuite d'un quart,. Lorsque, au lever du jour, il aperçoit l’escadre de Duff qui se divise, Conflans adopte une formation identique ; une partie de sa flotte se dirige nord ou nord-est vers Groix et est alors largue, voire au plus près ; l’autre avance au sud-ouest, petit largue ou au plus près.
Hawke arrivant à la rescousse, Conflans regroupe sa flotte et se dirige vers l’est-nord-est, pour chercher refuge dans la baie, vent arrière, au-delà des Cardinaux.
Il est à peu près 14 h 30 quand surviennent des grains d’ouest-nord-ouest. L'avant-garde française, menée par Conflans, double les Cardinaux, alors que son arrière-garde, encore au sud de Belle-Île, reçoit les premières attaques de l’avant-garde anglaise qui a l’avantage du vent.
À 15 h, le vent tourne au nord-nord-ouest. Selon un axe Cardinaux-pointe de Penvins, les Britanniques avancent vers le nord-est et remontent la ligne française qui double les Cardinaux. L’allure devient alors proche de la ligne du plus près bâbord ; le roulis diminue en conséquence et ajuster le tir devient plus aisé.
Alors que les Britanniques commencent à pénétrer dans la baie, Conflans vire de bord vent devant pour se porter au milieu de la ligne française. Il envoie l’ordre de virer par la contremarche ; certains vaisseaux, tel le Glorieux qui va se retrouver à l’embouchure de la Vilaine, manquent à virer. Le navire amiral de Conflans, le Soleil Royal, est vent arrière puis largue. Le Thésée coule dans l’engagement provoqué par ce changement de bord.
Vers 16 h, Conflans vire à nouveau de bord vent devant, grand largue et enfin vent arrière. Hawke, à bord du Royal George, chasse Conflans et le rejoint à l’ouest de l’île Dumet, largue. L’amiral français tente de s’échapper de la baie, mais il est abordé successivement par le Bizarre et le Tonnant. Il vient finalement mouiller devant La Turballe alors que la nuit tombe.

### Le 20 novembre

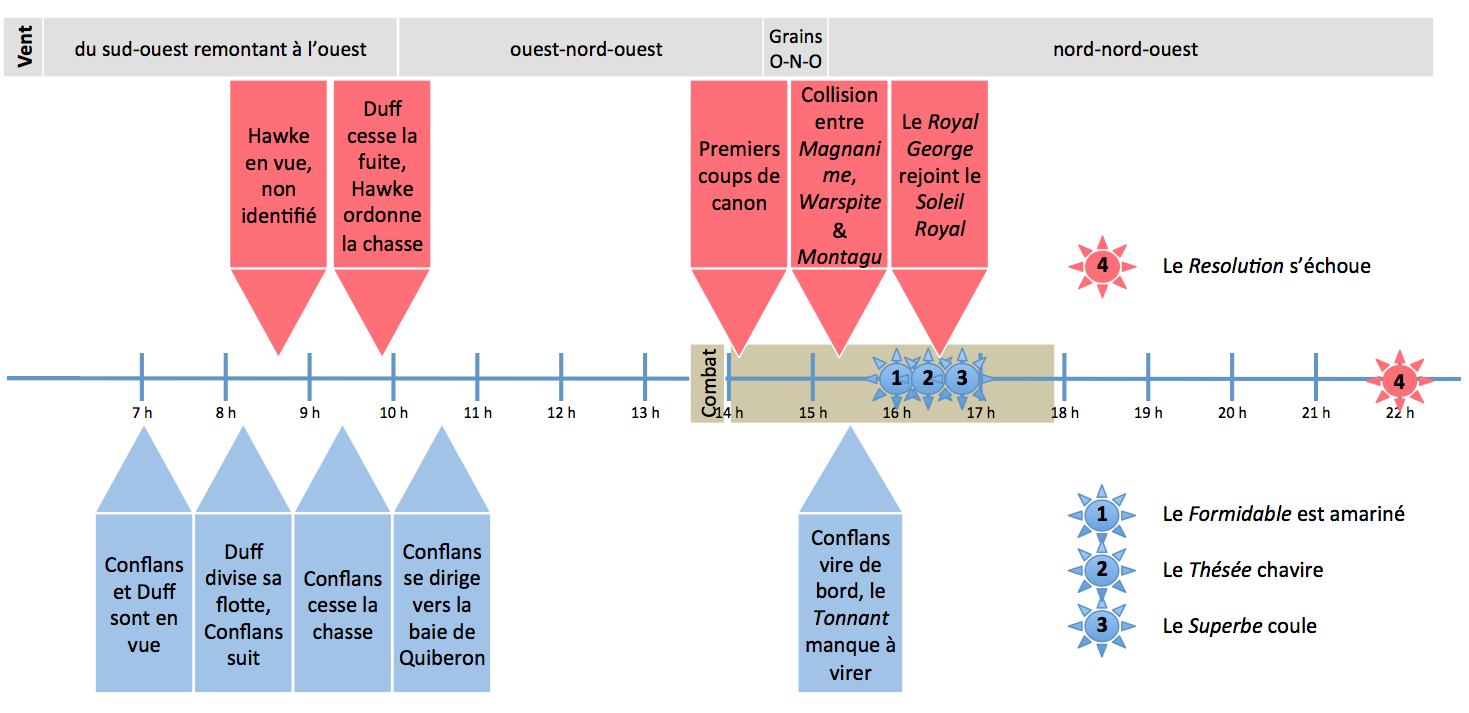
Chronologie de la bataille, le 20 novembre 1759.

Lorsque le jour se lève, le 20 novembre — jour rebaptisé, par dérision, « la journée de M. de Conflans » —, la flotte française se dirige toujours vers Belle-Île ; elle en est distante de 50 milles à l’ouest-sud-ouest.
Les vigies aperçoivent l’escadre du commodore Duff qui cherche à s'échapper, se divisant en deux groupes ; trois ou quatre navires de l’escadre anglaise serrent le vent en faisant route vers le nord-ouest, dans la direction de Groix, alors que le reste de la flottille laisse porter en se dirigeant résolument vers le sud-est. Conflans donne le signal de la chasse — « au premier paré » ; l'avant-garde française de Bauffremont se dirige vers le groupe du nord et le centre de Budes de Guébriant vers celui du sud, l'arrière-garde restant au vent. Le Chatham, plus mauvais marcheur de l’escadre de Duff, se trouve bientôt à portée de canons, quand des voiles suspectes sont repérées à l'ouest.
Pour la flotte de l’amiral Hawke, c'est la frégate Maidstone, placée avec le Coventry en éclaireur sur l'avant de la flotte, qui signale à 8 h 30 la présence de l'ennemi,. Le signal est répété par le Magnanime et Hawke est alerté. Il donne l'ordre à ses vaisseaux de se ranger en ligne de front. De son côté, Duff, à bord du Rochester, reprend espoir. Il change alors de tactique, ordonnant à ses navires retardés d’attaquer à leur tour leurs poursuivants. De fait, le Tonnant se retrouve menacé d’encerclement et Conflans doit envoyer son arrière-garde à sa rescousse. Ce dernier ordonne alors à sa flotte d’arrêter la chasse et de se placer en ligne derrière son vaisseau.

L’effet de surprise est du côté britannique et même si les deux flottes sont de taille équivalente — deux vaisseaux de ligne et quelques frégates supplémentaires pour Hawke —, l'initiative a changé de camp. 

« Je regardais comme impossible que les ennemis eussent dans ce parage des forces supérieures ni même égales à celles que je commandais. »

— Rapport de M. de Conflans au ministre de la Marine du 24 novembre 1759.
Conflans choisit alors de commander un mouvement de retraite, pour mettre la flotte en sécurité, plutôt que de virer et d’accepter un affrontement au large, ou encore, de fuir vers Rochefort. C’est, semble-t-il, une des clés du 20 novembre, plus tard débattue par les pourfendeurs du maréchal. Ordre est donc donné de doubler les Cardinaux et de se réfugier dans la baie de Quiberon.
Sans compter les frégates, lorsque la flotte anglaise rejoint l’armée navale française au large des Cardinaux, ce sont 44 vaisseaux de ligne qui manœuvrent et combattent entre Belle-Île et Le Croisic, c’est-à-dire dans un espace d’à peu près 5 milles sur 6,5 milles marins, ou encore 9 sur 12 km,.

Croquis du combat.

À 9 h 45, Hawke signale aux sept premiers navires de se ranger en ligne de bataille et d'engager dès que possible l'arrière-garde ennemie,. Le vent souffle alors à près de 40 nœuds ; à 10 h, la flotte française se situe à environ 15 milles sud-ouest quart ouest de Belle-Île.

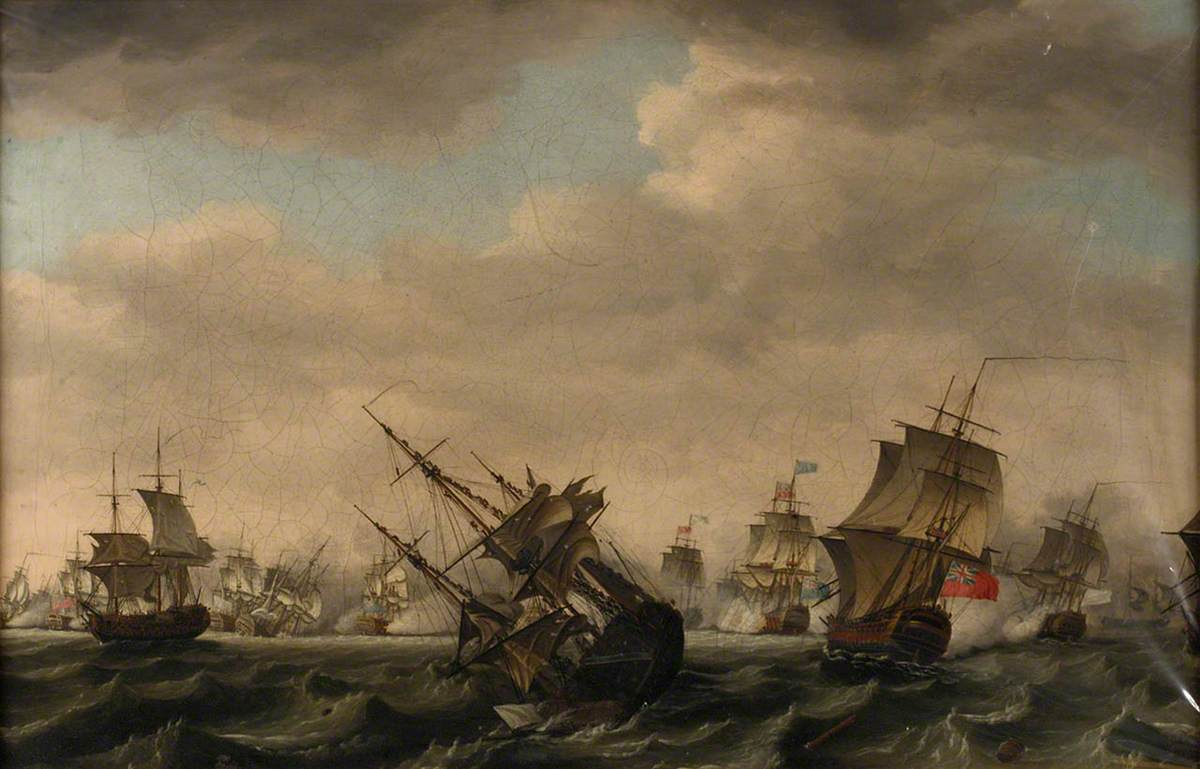
Francis Swaine : The Battle of Quiberon Bay, 20 November 1759.

Vers 14 h 10, dans une mer grosse soulevée par un vent très fort de secteur ouest, alors que le Soleil Royal double les Cardinaux et que l'escadre bleue française n'a toujours pas réussi à se mettre en ligne de file, le combat s’engage entre les navires de l’arrière-garde et les plus rapides des vaisseaux britanniques. Le Magnifique de Bigot de Morogues reçoit les premières bordées, attaqué simultanément par trois vaisseaux, bientôt rejoints par un quatrième ; le combat dure près d’une heure et le vaisseau français est fortement endommagé. Il évite de peu de couler — les sabords ouverts sous le vent embarquant beaucoup d’eau — grâce à l’action de son capitaine qui le replace vent arrière, mais l’écarte de fait du combat par cette manœuvre. Le Héros s’étant porté rapidement à son secours, il est lui-même en mauvais état à la fin de l’engagement.
C’est la deuxième surprise de la journée pour Conflans, qui a choisi de se réfugier dans la baie de Quiberon, mais qui voit les Anglais le suivre et lui imposer le combat.
Hawke fait en effet envoyer le pavillon rouge en haut de son mât de misaine, ce qui signifie : « ordre à tous les navires de la flotte de faire tout ce qui est en leur pouvoir pour engager l’ennemi d’aussi près que possible ». Avec un tel ordre, il n'est plus question de manœuvres savantes pour les différentes escadres et, de fait, les historiens relatent une succession d’actions confuses et individuelles dans une mer démontée et un espace trop restreint,.
Les navires britanniques commencent à remonter la formation française pour engager le combat avec les navires de tête. Ils échangent des bordées avec chaque navire qu'ils dépassent, ceux-ci se trouvant par moments engagés des deux bords. Ils rejoignent bientôt le corps de bataille.

« Le combat […] s’étendit jusqu’à M. de Guébriant [sur l‘Orient] et moi qui étions au centre de la ligne, mais faiblement de notre part, les ennemis ayant plusieurs vaisseaux sous le vent auxquels nous ne pouvions répondre à cause de la force du vent qui mettait notre batterie basse hors d’état d’agir. »

— Rapport du capitaine Villars de la Brosse du 21 novembre 1759.

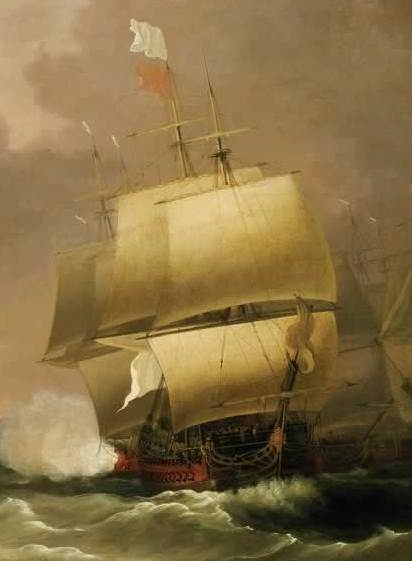
Le Soleil Royal au combat.

Vers 15 h 15, après un gros grain de nord-nord-ouest, le vent tourne et passe d’ouest-sud-ouest au ouest-nord-ouest. Cela contrarie la marche des navires remontant dans la baie sous la tempête ; Conflans est contraint d’infléchir sa route vers le nord-est et d’abandonner l’abri de Quiberon ; ce brusque changement d’allure met à mal l’organisation de la ligne de bataille française. Les Anglais ne sont pas mieux lotis. En conséquence de la saute brutale du vent, le Dorsetshire et le Torbay embarquent beaucoup d’eau par leurs ventaux et doivent venir nez au vent ; en outre, trois navires se télescopent, le Magnanime, le Montagu et le Warspite.
Ce n’est qu’à 15 h 30 que Conflans, qui vogue toujours cap au nord, délaisse la tête de l’escadre et vient participer au combat. Il vire donc de bord et ordonne à ses suivants d’effectuer la même manœuvre par la contremarche. Le Tonnant manque à virer, se met à culer et brise l’alignement, privant de place ses suivants qui réalisent la manœuvre dans la confusion ; le Glorieux se retrouve alors à l’estuaire de la Vilaine. Le Soleil Royal parvient néanmoins à dégager le Juste entouré par quatre vaisseaux ennemis.
Peu avant 16 h, le Formidable, amiral de l'escadre bleue, qui a volontairement ralenti sa marche pour soutenir ses navires, menace de couler bas lors d'une action où le même boulet tue les deux frères Saint-André du Verger : Louis a la tête emportée et Marc-Antoine le corps coupé en deux. Complètement désemparé, réduit à l'état de « carcasse recouverte de cadavres, » après avoir essuyé les bordées d’au moins quinze adversaires, il est contraint de baisser pavillon alors que le reste de l'escadre anglaise arrive sur le champ de bataille,. Le Formidable est amariné par le Resolution,. Parmi les survivants du navire se trouve le jeune Lapérouse, futur explorateur du Pacifique sous Louis XVI.
Deux vaisseaux, le Thésée et le Superbe, ont coulé, probablement pour la même raison : la mer est rentrée par les sabords ouverts de la batterie basse.
Le Thésée, commandé par Guy François de Kersaint, a été pris à partie par le Magnanime dans un premier temps, avant l’abordage de celui-ci avec le Montagu et le Warspite. Le Torbay d’Augustus Keppel attaque alors le bateau français, qui réplique par une bordée de sa batterie basse. La mer s’engouffre par les ventaux et le Thésée coule bas en quelques instants.
Le Superbe a lui coulé vers 16 h 45 — le journal de John Campbell, capitaine du vaisseau amiral Royal George, indique précisément deux bordées décisives à 16 h 41 ; le bateau sombre alors que « jusqu’au dernier moment, les soldats de marine rassemblés sur la dunette continuent à tirer au mousquet sur le Royal George » — au cours de l’engagement qui met aux prises le Royal George et le Soleil Royal, protégé par 3 vaisseaux dont le Superbe. Hawke s’est en effet lancé personnellement à la recherche du navire amiral français et il engage le combat avec celui-ci et trois autres navires.
Quelques hommes du Superbe sont secourus par les Britanniques mais la nuit interrompt les recherches.
Le Héros, qui en début de combat a porté secours au Magnifique, est démâté puis heurté accidentellement par un navire anglais ; il est de nouveau attaqué par le Magnanime et le Chatham vers 16 h 30. Désemparé, il amène son pavillon. Le Magnanime et le Chatham sont mis en fuite par quatre assaillants ; le Héros re-hisse alors ses couleurs.

« On allait nous amariner, lorsqu’à l’entrée de la nuit quatre de nos vaisseaux retirèrent de bord et passèrent auprès de nous, ce qui nous fit abandonner des deux vaisseaux anglais qui nous avaient combattus sous le vent. Je pris le parti de mouiller pour me dégager, et fit couper et jeter à la mer nos mâts et nos vergues qui étaient sur les gaillards. Je fis enverguer une misaine et un petit foc que je fis gréer. Avant le jour je fis couper mon câble pour perdre à terre […] »

— Rapport de M. de Sansay au ministre du la Marine du 24 novembre 1759.
Entre-temps, le combat fait rage entre Hawke et les navires français. Le Royal George est secouru par plusieurs vaisseaux britanniques, dont l’Union, le Mars et le Hero. L’Intrépide se porte au secours du Soleil Royal et s’interpose entre les deux navires amiraux, recevant les bordées destinées au vaisseau de Conflans.
En ce mois de novembre, les jours sont courts ; le 20 novembre, la nuit arrive à 16 h 27 ; des abordages accidentels entre vaisseaux français interviennent, comme celui entre le Soleil Royal et le Tonnant.
Conflans, déporté vers l’île Dumet et le fond de la baie au cours du combat contre le Royal George, décide un nouveau virement de bord pour sortir de la baie de Quiberon, doubler le plateau du Four et gagner le large en y déplaçant la bataille.
À 17 h 30, Hawke « rentre le signal d’engagement », fait envoyer le signal de mouiller— c'est-à-dire « jeter l'ancre » — par deux coups de canons ; lui-même mouille par 25 mètres de fond. Le signal n’est pas compris par tous les navires de la flotte, soit en raison de l’éloignement, soit parce que les coups de canons se sont fondus dans le vacarme de la bataille. Certains navires restent sous voile, tels le Dorsetshire, le Revenge ou le Swiftsure ; d’autres prennent la décision de mouiller. C’est une occasion de victoire que Conflans n’exploite pas.
Conflans est surpris par l’obscurité et ne peut mettre son projet de quitter la baie à exécution. Il a perdu le contact avec sa flotte « […] la nuit qui survint me déroba la connaissance du parti que chacun prit […] ». Il jette l’ancre au large de La Turballe, à peu de distance de l’escadre britannique « sans faire aucun signal à sa flotte, sans même allumer ses feux distinctifs, laissant dans l’ignorance de sa position et de ses intentions ses vaisseaux égaillés dans la nuit et dans la tempête […] ».
À 22 h, le Resolution s’échoue sur le haut-fond du Four. De son combat contre le Formidable, il ne déplore que cinq tués et quatre blessés, auxquelles s’ajoutent des avaries minimes. Il ne parvient pas malgré tout à se dégager du piège du haut-fond.
À la fin de la journée du 20 novembre, onze navires français ont mouillé au fond de la baie, se réfugiant dans l'embouchure de la Vilaine. Sept autres ont choisi, de leur propre initiative, de gagner la haute mer et de faire voile vers Rochefort. Le Juste, qui a perdu son capitaine et son second, fait eau de toute part ; il trouve un mouillage à près de 15 milles du Pouliguen. L‘Intrépide demeure dans la baie, tout comme le Soleil Royal et le Héros. Le Formidable a été amariné, le Thésée et le Superbe ont coulé. Alors que la nuit lui cache la baie, Conflans ignore tout de l’état de sa flotte et des décisions prises par ses capitaines.
La flotte anglaise est partiellement stationnée au vent, dans le sud-ouest de l’Île Dumet ; certains de ses navires — tels le Swiftsure, le Revenge, le Dorsetshire ou le Defiance — ont regagné la pleine mer pour panser leur plaies. Elle a perdu, encore à l'insu de Hawke, le Resolution, échoué, mais pas encore abandonné par son équipage.

Scènes de la bataille (sélection)
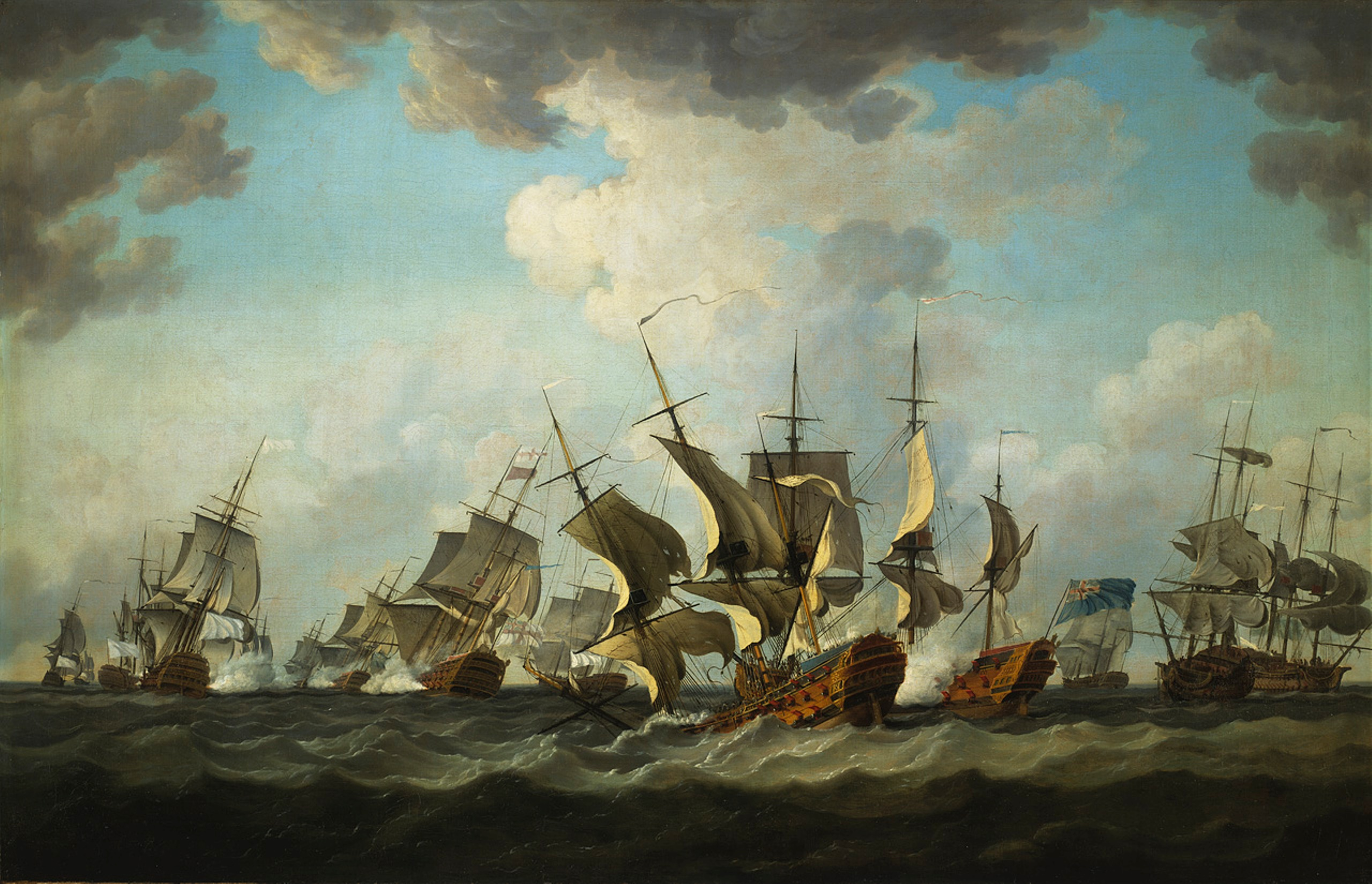
Vue générale de la bataille au moment où le vaisseau le Thésée commence à sombrer. Tableau de Richard Paton.
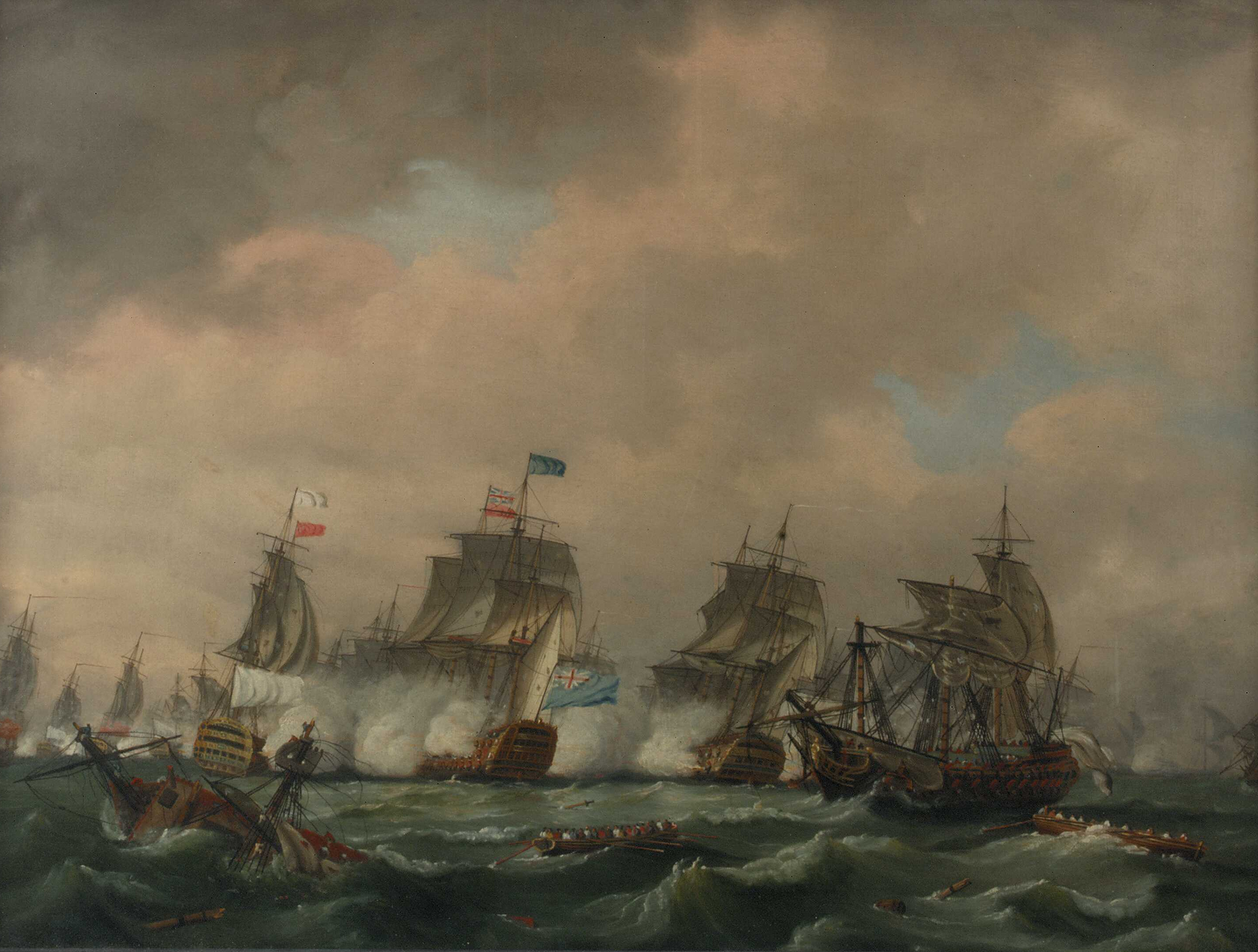
A droite : le Héros désemparé. À l'arrière-plan : le duel des vaisseaux amiraux. Tableau de Thomas Luny.
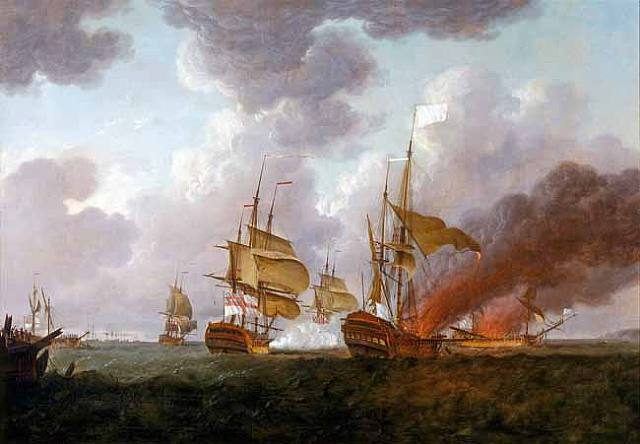
Le Soleil Royal et le Héros incendiés le surlendemain du combat près du Croisic. Tableau de Richard Paton.

### Les jours suivants

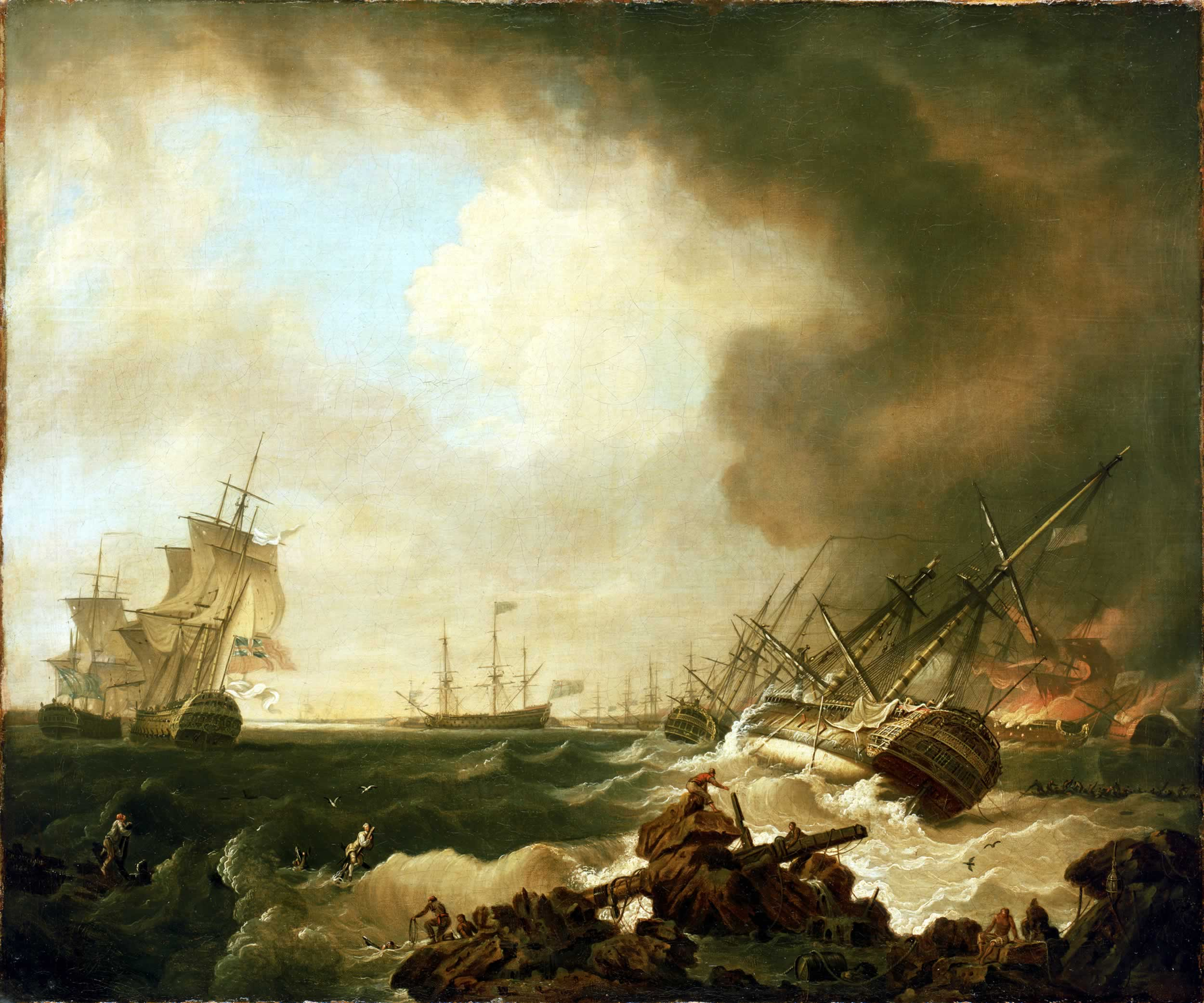
La Bataille de la Baie de Quiberon, 21 novembre 1759 : le Jour d'Après de Richard Wright.

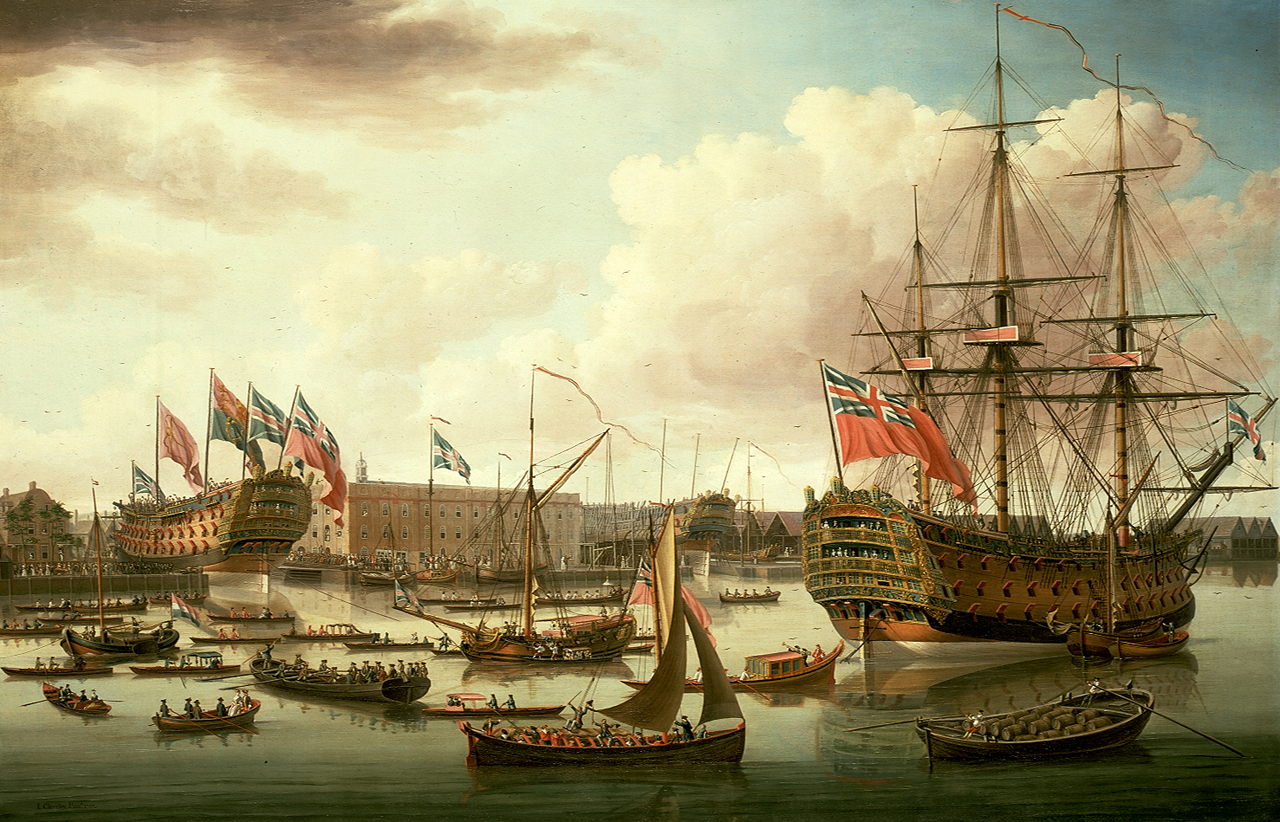
Le, à droite.

Le lendemain matin, le temps est aussi mauvais que la veille, sinon pire ; Conflans découvre que sa flotte a disparu, à l’exception du Héros désemparé, l‘Intrépide ayant, durant la nuit, fait route vers Rochefort.
Sept vaisseaux français — le Glorieux, le Robuste, l’Inflexible, le Dragon, l’Éveillé, le Brillant et le Sphinx —, deux frégates et deux corvettes — respectivement la Vestale et l’Aigrette, la Calypso et le Prince Noir — sont près de l'embouchure de la Vilaine, au pied du corps de la pointe de Pen Lan qui est armé de canons supplémentaires pour résister à la flotte anglaise et protéger les réfugiés.
Ils réussissent à y entrer grâce à l'aide de pilotes locaux, passant par-dessus bord canons, ravitaillement et même une partie de leur gréement pour s'alléger,.
Quand Conflans découvre le Héros, celui-ci, qui a réussi pendant la nuit à enverguer une misaine et établir un petit foc, se dirige vers la pointe du Croisic. Malgré les conditions météo qui interdisent aux Anglais d'approcher, Hawke donne l'ordre à l‘Essex de s’emparer du Héros, mais le navire britannique comprend mal le signal et se dirige vers le Resolution ; il s’échoue sur le même plateau du Four qui a déjà causé la perte de ce dernier.
Le Soleil Royal, qui a passé la nuit devant La Turballe, va s'échouer devant Le Croisic et le Héros l’y rejoint et s’échoue à son tour.
Le Juste, qui a réparé provisoirement son gouvernail, colmaté ses voies d'eau et établi une voilure de fortune, tente de gagner la Loire et le port de Saint-Nazaire ; il fait naufrage sur un haut-fond, entraînant dans la mort la majeure partie de son équipage.
Le jeudi 22, le temps s'améliore un peu. Craignant une attaque sur les deux derniers navires, Conflans donne l'ordre d'incendier le Soleil Royal. Cinq bateaux anglais s’approchent du Héros, cachés par les fumées de l’incendie et, à leur tour, y mettent le feu.
L'amiral de Conflans, débarqué en même temps que les 1 100 hommes du Soleil Royal, remet son épée à Michel Armand, marquis de Broc, commandant la place du Croisic : « Tenez, Monsieur, je doute désormais en avoir encore besoin […] ».
Hawke fait préparer des chaloupes comme brûlots pour attaquer les navires réfugiés en Vilaine, mais le temps et la mer ne permettent pas de les lancer. L'idée est ensuite abandonnée, en particulier parce que les navires sont remontés plus haut dans la rivière.
Les semaines suivantes, les flottes procèdent à des échanges de prisonniers, accompagnés des discussions, parfois âpres, sur les prises et les dépouilles revendiquées par le vainqueur.
Concernant les revendications britanniques sur le Héros et le Soleil Royal, leur épave ou leur équipage, la commission réunie par Berryer donne ses conclusions le 26 décembre 1759, réfutant toutes les réclamations ennemies.
L'action se concentre alors pour plusieurs semaines au Croisic. Le duc d’Aiguillon, récemment installé dans la localité, refuse à Hawke la restitution du Héros, qui bien qu’ayant amené son pavillon durant la bataille, s’est esquivé et a repris le combat. La demande britannique s’étend bientôt au Soleil Royal. Devant le refus d’Aiguillon, les Anglais s’approchent, au début de décembre 1759, de l’épave du Soleil Royal et parviennent à s’emparer de plusieurs canons et d’une statue de Louis XV, non sans avoir adressé aux Croisicais un ultimatum portant « que si l'on tentait de s'y opposer [au retrait des canons], ils bombarderaient la ville et la réduiraient en cendres ». La garnison du Croisic, obéissant aux ordres du marquis de Broc, et quoique assez faible, ouvre alors le feu sur les bâtiments anglais pour les éloigner des épaves.
Irrités, le 10 décembre, les Britanniques s'embossent et ouvrent le feu à leur tour. Pendant trois jours, les champs sont sillonnés par des boulets. Une bombe tombe dans le milieu du Croisic, devant la porte principale de l'église. Devant la résistance croisicaise, l'amiral Hawke décide de relâcher sa pression sur la localité.
Les blessés des combats des bâtiments échoués ont été pris en charge par les capucins du Croisic.

### Bilan humain et matériel
La marine française a perdu six vaisseaux dont le vaisseau amiral ; huit navires ont fui vers Rochefort et onze autres sont coincés dans l’estuaire de la Vilaine pendant deux ans et demi par le blocus britannique ; lors de ce blocus, l‘Inflexible coule dans la Vilaine.
Sur le plan humain, l’armée française déplore 2 500 morts, la plupart noyés, sur les quelque 14 230 hommes d’équipage. Pour une partie d’entre eux, les blessés sont soignés à Vannes, soit à La Garenne, soit au couvent des Jésuites.
Les blessés des bâtiments échoués devant Le Croisic, le Soleil Royal et le Héros, sont pris en charge par les capucins du Croisic.
Du côté anglais, la Royal Navy a perdu deux vaisseaux, échoués par accident. Le bilan humain est beaucoup moins lourd et ne dépasse pas 300 victimes.

## Les suites de la bataille

### Le blocus de la Vilaine
Le 20 novembre au soir, onze bateaux se sont réfugiés dans la baie de Vilaine, presque indemnes, sous les fenêtres du corps de garde de la pointe de Pen Lan. Le vent les pousse à la côte et la nuit tombe. Lorsque le soleil se lève le lendemain, le Robuste, le Dragon, l‘Inflexible, le Brillant, le Sphinx, la Vestale, l‘Aigrette, la Calypso et le Prince Noir sont ancrés devant l’entrée de la rivière où, lors des basses eaux, la profondeur n’est que de trois brasses. Le passage est donc impraticable pour ces vaisseaux de fort tonnage. D’ailleurs, le Glorieux et l’Éveillé, réfugiés au même endroit, mais arrivés de nuit, se sont enlisés dans les vases de l’embouchure. Pour prévenir l’attaque de l’escadre de Hawke qui est à leur poursuite, le duc d’Aiguillon et le commandant du Glorieux, René Villars de la Brosse-Raquin, organisent la défense de l’entrée de la Vilaine ; des canons des navires échoués sont installés dans les corps de garde de Kervoyal, Pen Lan et Pénestin, ce qui allège d’autant les bateaux envasés,. Guidés par des pilotes locaux et bénéficiant enfin d’un vent favorable ainsi que de la marée montante, les capitaines choisissent un premier mouillage, au port de Tréhiguier ; la flotte reste cependant en vue des Anglais qui préparent des brûlots — il s'agit de chaloupes enflammées — et les navires s’enfoncent un peu plus dans l’estuaire jusqu’à Vieille-Roche,, après s'être défaits des canons, des boulets et des chaînes qui les alourdissent. Un hôpital, construit sur la rive nord, permet de soigner les quelques blessés et les malades. L’état-major est logé dans les bâtiments de l’abbaye de Prières, toute proche, d’où il voit probablement la flotte anglaise mettant en place un blocus destiné à l’arraisonnement, puis la prise, de tout bateau qui tenterait de s’échapper.
Alors que le maréchal de Conflans se rend à Versailles pour entendre le mécontentement du roi et de ses ministres, la situation des bateaux de la Vilaine est jugée honteuse pour la Marine royale qui, en plein conflit avec l’Angleterre, ne peut guère se passer de sept puissants vaisseaux de guerre. Il convient donc de les faire sortir de leur abri dans les meilleurs délais.

« […] sa Majesté ne conçoit pas comment vous avez pu prendre le parti de chercher une semblable relâche que sa Majesté, relativement à toutes les circonstances, ne peut regarder que très défavorablement. Elle vous charge d’examiner avec soin quels peuvent être les moyens à mettre en place pour que les vaisseaux puissent reprendre la mer et gagner Brest, sinon ensemble, ce qui souffrira sans doute beaucoup de difficultés, du moins l’un après l’autre, si cela est praticable […]. »

— Lettre du ministre de la Marine Berryer à Villars de La Brosse, 12 décembre 1759.
Loin de s'améliorer, la situation se complique encore lorsque le 1er janvier 1760, l'Inflexible s'échoue « crevé sur une roche », poussé par la tempête. Il faut alors le démembrer pour sauver ce qui peut l'être, entraînant ainsi des frais supplémentaires.
Il faut plus de deux ans et demi d'effort aux deux officiers nommés par le duc d'Aiguillon, Charles-Henri-Louis d'Arsac de Ternay et Charles Jean d'Hector, pour sortir les navires de la Vilaine.
La chapelle seigneuriale de Bavalan présente des graffitis, sans doute réalisés par la population locale, représentant des navires de guerre aux rangées de sabords superposées ; ces graffitis maritimes de la seconde partie du XVIIIe siècle sont la marque du séjour prolongé des équipages de l’escadre bloquée dans l’estuaire de la Vilaine.

Les protagonistes français du blocus de la Vilaine (sélection).
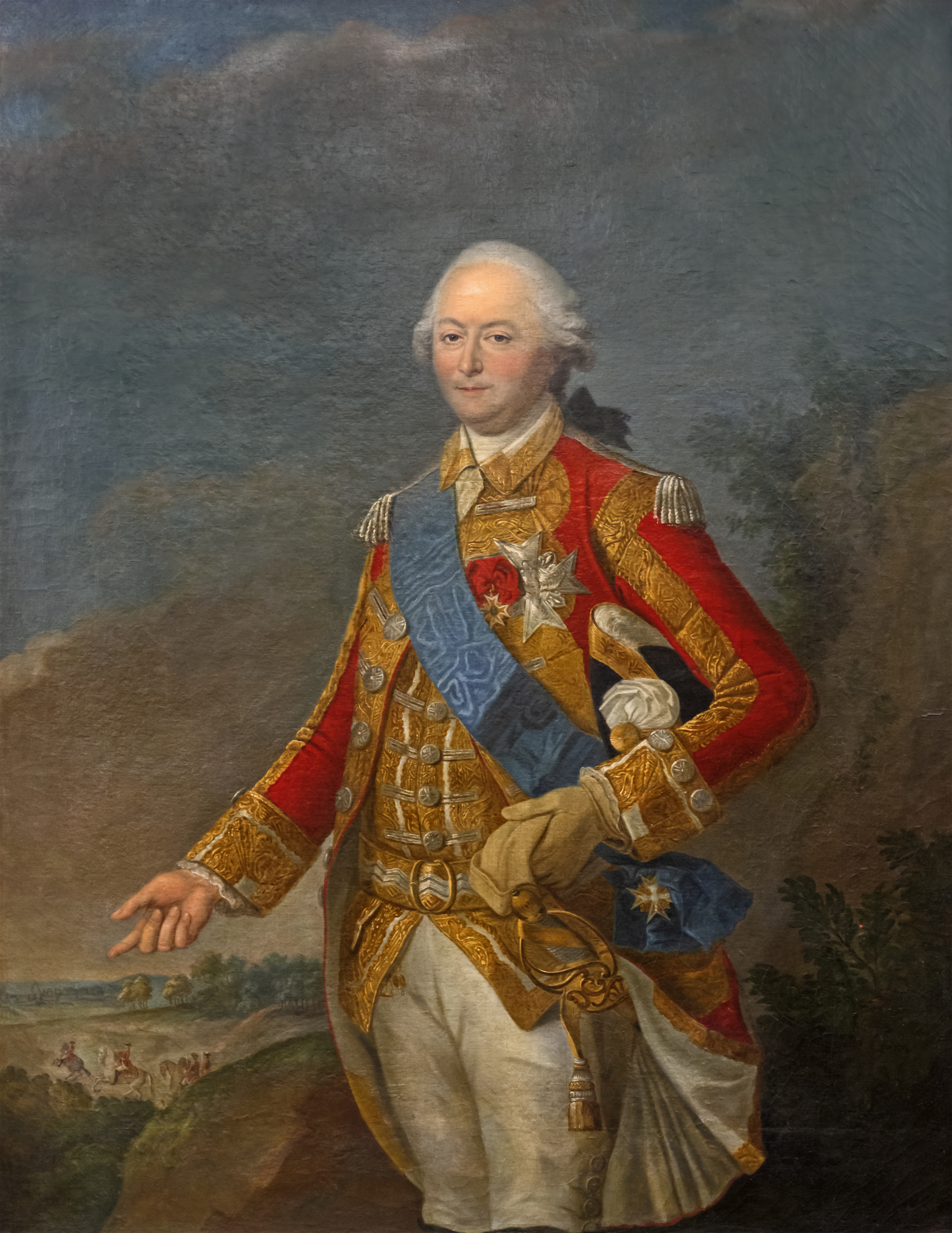
Le duc d'Aiguillon.
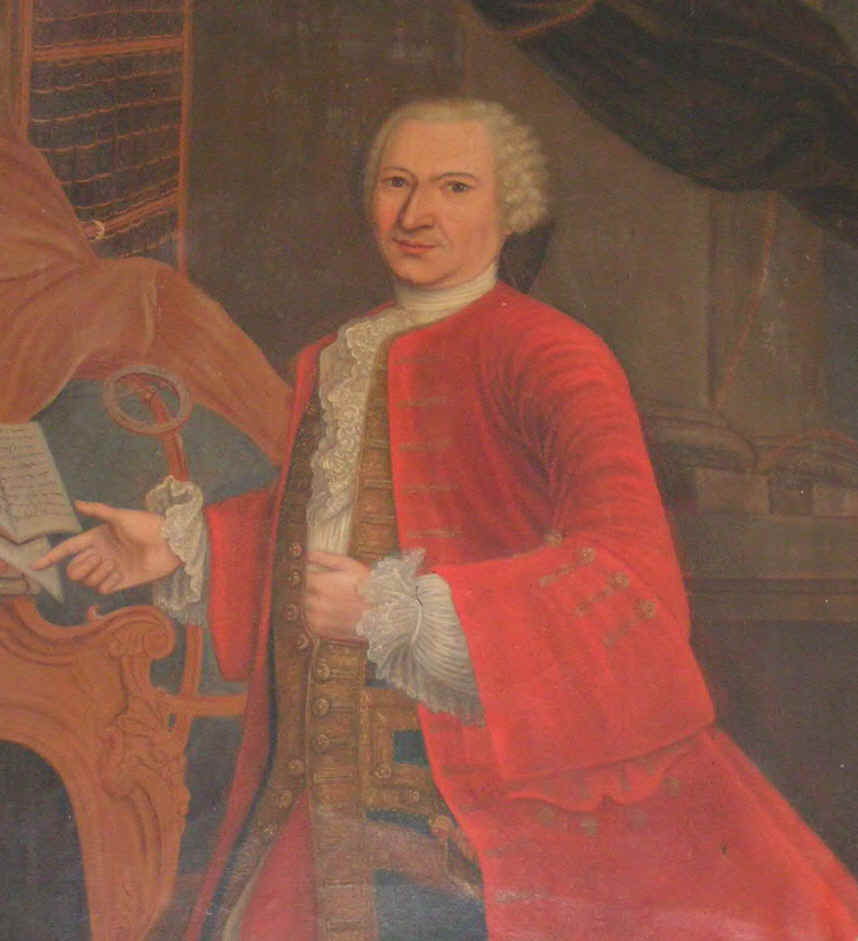
Charles de Ternay.
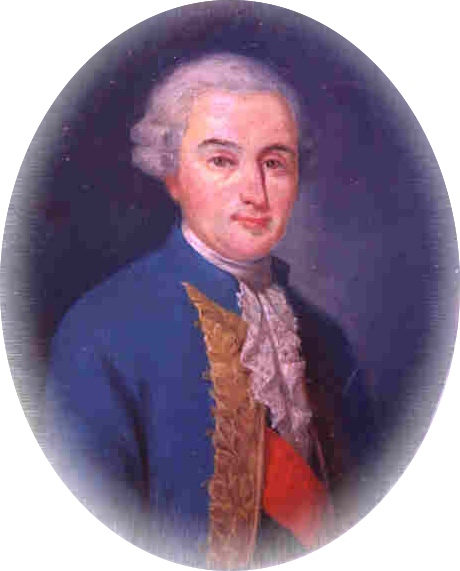
Charles Jean d'Hector.

### Le blocus de la Charente
Faisant suite à l‘Hébé, déjà parvenu dans l’embouchure de la Charente pour panser les avaries subies lors de l’abordage avec le Robuste, 7 vaisseaux français joignent la rade des Basques le 21 novembre 1759 — il s’agit du Magnifique, du Northumberland, du Bizarre, du Dauphin Royal, du Solitaire, du Tonnant et de l‘Orient —, suivis, le lendemain, par l‘Intrépide.
Comme pour la flottille bloquée à l’embouchure de la Vilaine, les vaisseaux s’allègent fiévreusement afin de pouvoir remonter le fleuve et se mettre à l’abri de poursuivants. Bien leur en prend, puisque l’escadre d’Augustus Keppel arrive quelques jours plus tard au large de l’île d'Aix, mais ne peut les poursuivre.
Malgré l’injonction donnée par Berryer à la flottille de rejoindre Brest, celle-ci subit le blocus imposé par Keppel jusqu’en février 1763, à l’exception de la frégate Hébé qui parvient à tromper la vigilance anglaise en décembre 1760 et à conduire à la Martinique le nouveau gouverneur Louis-Charles Le Vassor de La Touche.

### L'invasion de l’Irlande
François Thurot, corsaire du roi, a pris la mer le 15 octobre 1759 de Dunkerque. Il est à la tête d’une petite escadre de 6 navires et embarque un corps expéditionnaire de 1 200 hommes, sous les ordres du brigadier général Flobert. Les deux hommes ne s’apprécient pas et des dissensions vont naître entre marins et soldats.
L’escadre navigue d’abord vers Göteborg en Suède, pour tromper les espions anglais qui observent les mouvements français, puis relâche à Bergen en Norvège où Thurot constate la désaffectation de deux de ses navires, le Brégon et le Faucon ; ceux-ci ont été endommagés dans une tempête et sont rentrés à Dunkerque.
La flottille réduite à 4 navires quitte Bergen le 5 décembre et fait route vers les îles Féroé. Les conditions météorologiques adverses qu’elle rencontre au large de Londonderry et les affrontements croissants entre marins et hommes de troupe expliquent la défection de l‘Amarante à la mi-février 1760.
Thurot apprend la défaite française des Cardinaux et décide de mener un coup d’éclat avant de rentrer en France.
Le 21 février, les trois navires restants débarquent leurs troupes sur la côte irlandaise ; celles-ci s’emparent de Carrickfergus, puis repartent pour la France le 26 suivant.
Sur le chemin du retour, les trois navires sont pris à partie près de l’île de Man par les forces du commodore John Elliot. Dans l’affrontement, Thurot est tué, son navire est capturé et les deux autres vaisseaux français se rendent.

### Sanctions françaises
L'amiral Conflans, dans son premier rapport adressé au duc d’Aiguillon, estime avoir fait son devoir.

« Je crois […] avoir sauvé mon honneur et exécuté ce que la cour désirait, avec la prudence convenable. »

— Compte-rendu du maréchal de Conflans au duc d’Aiguillon, 21 novembre 1759.
Néanmoins, objet des critiques de l’environnement royal, il change rapidement de système de défense après n’avoir mis en cause que la supériorité numérique de l’ennemi. Pêle-mêle, il accuse le ministre de la Marine et Aiguillon de lui avoir confié une mission impossible et ses subordonnés d’incompétence et de n'avoir pas suivi ses signaux durant le combat.
Cependant, il ne subit aucune condamnation, pas de conseil de guerre, ni même une enquête. Le maréchal de Conflans, vice-amiral du Ponant, mis en cause, Versailles ne pourrait éviter d'être mis en cause ; c'est probablement la raison de cette abstention. L'amiral est déclaré persona non grata à la Cour et doit se retirer sur ses terres. « Le mépris populaire fut [son] seul châtiment ». Cependant, sarcasmes et libelles populaires s'acharnent sur lui et ses marins.
Le vice-amiral de Bauffremont, commandant l'escadre blanche et bleue a choisi de sortir de la baie, de gagner la pleine mer puis Rochefort. Sans ordre, comme s'il avait considéré que la bataille était déjà perdue. Il était pourtant possible de passer la nuit dans les parages pour reprendre le combat le lendemain. M. de Conflans l'accuse d'avoir désobéi aux ordres. À cela, Bauffremont a beau jeu de répondre que, la nuit étant tombée, il n'aurait pas pu voir ces ordres ; que son pilote conseillait de regagner la mer libre ; que le premier devoir d'un capitaine était de conserver son navire pour de futurs combats. Son argumentation est admissible, d'autant que les autres navires qui ont quitté les lieux du combat donnent les mêmes arguments. En revanche, son manque de combativité, comme sa déficience dans la direction de son escadre lui valent réprobation. Il n'obtient pas la promotion qu'il réclame avant 1764.

### Célébrations britanniques
La nouvelle de la victoire parvient en Angleterre le 28 novembre 1759.
Hawke et ses marins sont fêtés comme des libérateurs. Si l'année 1759 avait commencé sous de sombres auspices, elle se termine sur une série de victoires, amenant même à la surnommer Annus mirabilis.
Pour sa victoire, Hawke est reçu par le roi et obtient une pension de 2 000 £, transférable à ses deux héritiers suivants. Pourtant, Hawke doit attendre 1766 pour être élevé à la pairie de Grande-Bretagne, devenant à cette date et jusqu’en 1771, First Lord of the Admiralty.
La chanson Heart of Oak, composée pour The Harlequin's Invasion, pièce de théâtre non sans rapport avec l'actualité, devient un hymne à la victoire.

## Analyse de la défaite de la Marine royale et de ses conséquences
Les historiens sont très sévères à l’égard du maréchal de Conflans. Ainsi, Barthélemy-Amédée Pocquet parle de « l’imbécile Conflans », le qualifiant, en outre, de « vieil officier, fatigué, incapable et présomptueux ». Ses contemporains, ou même subalternes durant la bataille, ne mâchent également pas leurs mots : « je puis dire que c’est à cette dernière manœuvre de notre amiral qu'on doit attribuer tous les malheurs de cette journée […] ». On lui reproche d’avoir refusé le combat et de s’être réfugié dans la baie de Quiberon alors que les Anglais l’ont pris en chasse, provoquant l’hallali dans un espace restreint.
Les conditions météorologiques sont également déterminantes au cours de cette journée néfaste pour la Marine royale. Ainsi, la tempête caractérisée ce jour-là par des sautes de vent fréquentes, est à l’origine de brusques changements de cap engendrant des collisions, ou des modifications d’allure à l’origine d’entrées d’eau catastrophiques.
La constante présence britannique au large des côtes françaises, alliée à un système d’espionnage développé, a permis aux Anglais de se tenir au courant des projets et de leur progression tout au long de la préparation du projet d’invasion. Ce n’est donc pas par hasard qu’Hawke quitte Torbay le jour même du départ de l’escadre française de Brest.
Alors que la Royal Navy a fait un effort énorme pour armer sa flotte de nouveaux vaisseaux et entraîner les équipages, la situation de l’escadre française est beaucoup plus contrastée. Le Juste, par exemple, date de 1725 et a été modifié pour embarquer des canons de 24 pour sa batterie basse, au lieu de canons de 36.
Le recrutement des équipages français traduit les difficultés de la Marine et leur manque de préparation au combat et aux manœuvres maritimes est à l’origine des déficiences notées dans l’accomplissement des changements de cap, en dépit du courage montré par les unités combattantes.
Les dissensions apparues entre officiers lors des préparatifs de l’expédition se révèlent au cours de la bataille et contribuèrent à l’échec, et continuèrent lors du blocus de la Vilaine. L’indiscipline atteignit son point culminant lorsqu’au cœur de la bataille, huit vaisseaux s’éclipsèrent pour se réfugier à Rochefort.
La défaite de la baie de Quiberon sonne le glas de l'opération de 1759 et toute l’opération est arrêtée, mise à part l’expédition sur l’Irlande qui continue de façon autonome jusqu’en février suivant.

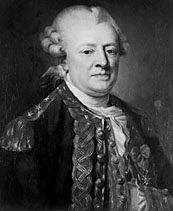
Sébastien-François Bigot de Morogues, auteur de Tactique navale ou Traité des Évolutions et des Signaux.

Après la bataille des Cardinaux, la Marine royale n'est plus en état de disputer la maîtrise des mers à la Royal Navy.
Outre-mer, celle-ci peut conquérir, une à une, les colonies convoitées sans risque de voir celles-ci suffisamment renforcées pour pouvoir résister. Au traité de Paris de 1763 en particulier la France cède à l’Angleterre l'Île Royale, l'Isle Saint-Jean, l'Acadie et le Canada, ainsi que certaines îles des Antilles (Saint-Vincent, la Dominique, Grenade et Tobago) ; elle perd également son empire des Indes, ne conservant que ses cinq comptoirs de Pondichéry, Kârikâl, Mahé, Yanaon et Chandernagor.

« Ainsi payions-nous, d'une lourde monnaie, cette criminelle erreur d’avoir cru qu’on peut avoir des colonies en négligeant d’avoir une marine. »

— Claude Farrère, Histoire de la marine française, 1962.
Cette défaite a cependant, à terme, des effets bénéfiques pour la Marine. En 1761, le duc de Choiseul reprend le portefeuille de la Marine et s'attache à reconstruire une flotte de guerre. Cette défaite majeure stimule aussi la réflexion théorique sur la conduite des opérations et, en particulier, sur les moyens propres à assurer un commandement efficace.
L'analyse de la défaite conduit à reconnaître que Conflans n'a pas été obéi de ses capitaines, volontairement ou par inaptitude ; qu'il y a nécessité de codifier les évolutions afin d'avoir des ordres stricts favorisant la victoire ; que tout repose sur un système efficace de signalisation.
Parmi ceux qui alimentent cette réflexion on trouve plusieurs combattants de la bataille du 20 novembre 1759 : Sébastien-François Bigot de Morogues, commandant le Magnifique, et le chevalier du Pavillon, enseigne sur le vaisseau L'Orient. Le premier publie dès 1763 un ouvrage qui devient vite célèbre, la Tactique navale ou Traité des Évolutions et des Signaux. Le deuxième imagine un système remarquable pour l'époque et qui est mis en œuvre, entre autres, à la bataille d'Ouessant de 1778.
La reconstruction de la Marine, amorcée à partir de 1761, s’intensifie avec le choix du vaisseau de 74 canons comme modèle français puis européen. Un immense effort financier permet au royaume de France de disposer en 1780 de 79 vaisseaux de ligne, de 86 frégates ainsi que d’une centaine de bâtiments de taille plus modeste. En parallèle, un corps de canonniers spécialisés est créé et un effort est engagé pour développer la formation des médecins, chirurgiens et pharmaciens de la Marine.
Ces réformes permettent à la Marine royale de jouer un rôle de premier plan dans le conflit suivant, celui qui mène les colonies britanniques d'Amérique du Nord à gagner leur indépendance.

## Vestiges

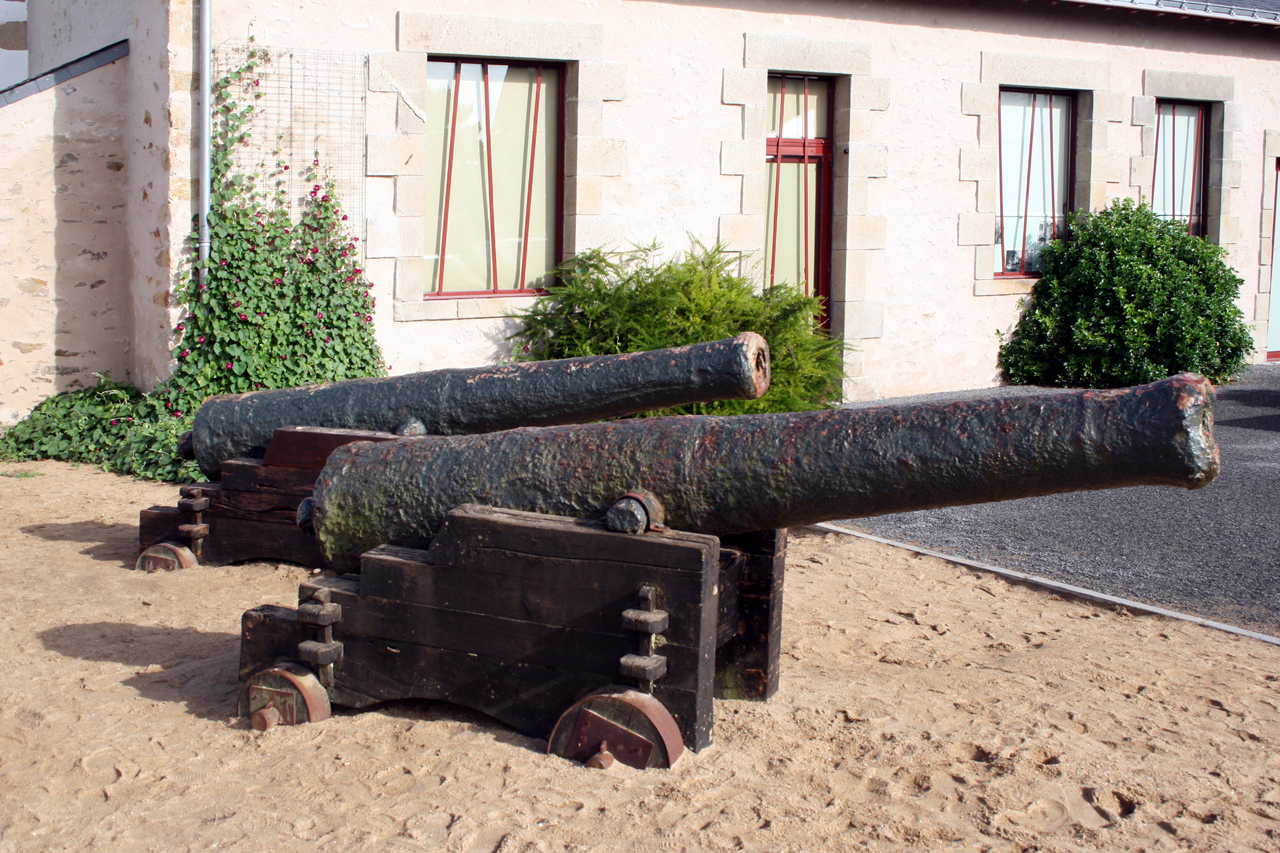
Canons du Juste à Piriac-sur-Mer.

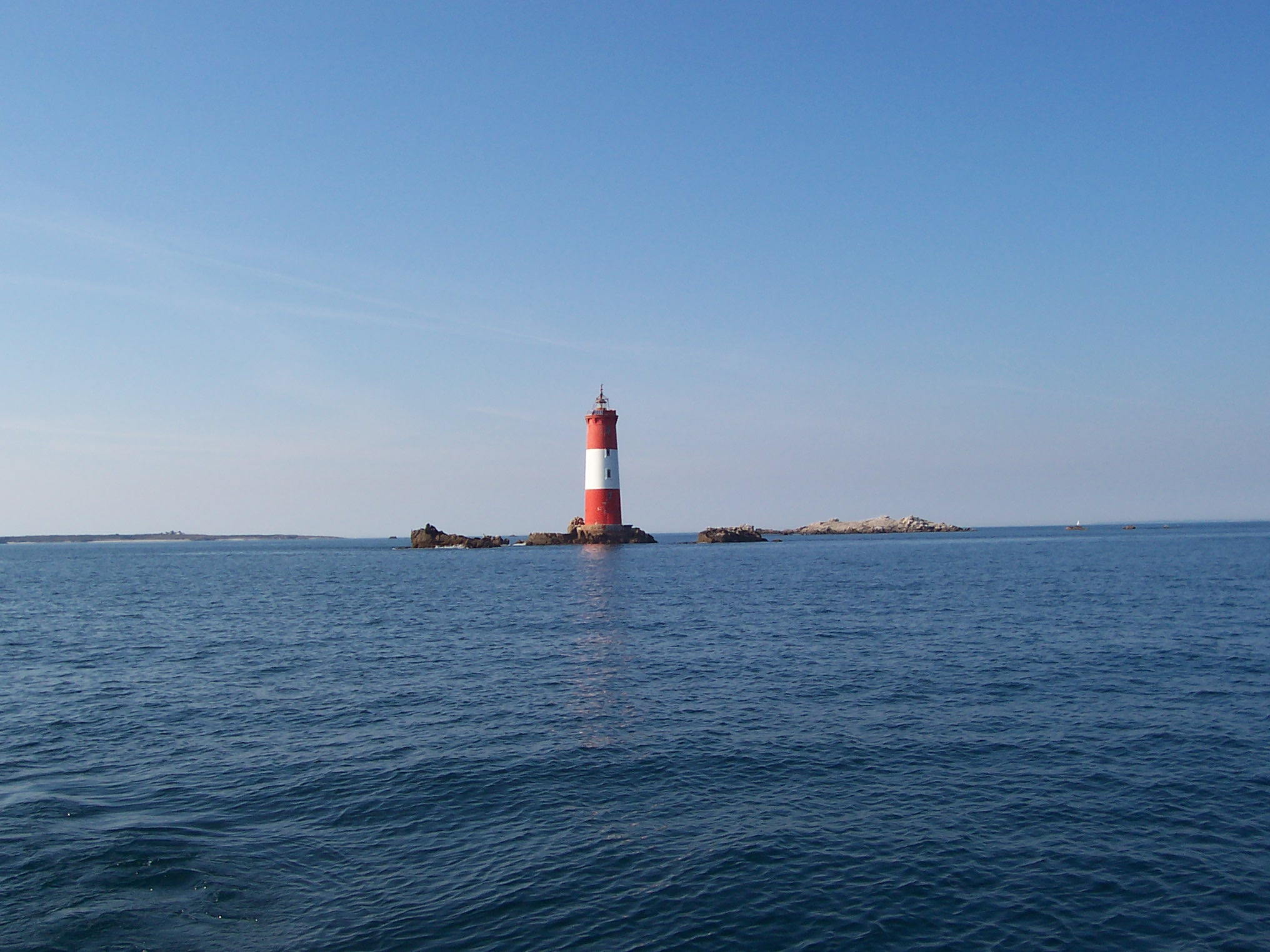
Le phare des Grands Cardinaux.

Un canon du Soleil Royal, propriété du musée national de la Marine, est demeuré sous la responsabilité du Croisic depuis sa découverte en 1955, ; un second, provenant de l'Inflexible, est visible à La Roche-Bernard.
L’épave du Juste se trouve à 1,9 mille du Grand-Charpentier et pour moitié en dehors du chenal de Saint-Nazaire.
Le 3 juillet 1969, des restes de bois de navire, de poulies et de canons sont déversés par un ponton-grue de dragage chargé de l’élargissement du chenal. Des restes humains sont également émergés, puis inhumés le 1er novembre 1984 au monument des marins de Trentemoult.
Une campagne de dragage a lieu en 1973. Elle déverse sur l’île Maréchale, près de Paimbœuf, des essieux et des roulettes d’affûts de canons, des projectiles, des poulies de gréement — caps de mouton —, des étoffes et plusieurs chapeaux de feutre, un corps de pompe, un chouquet de perroquet, deux mantelets de sabord et une quarantaine de canons en fer de 24, de 18, de 12 et de 8 livres.
Les 41 canons remontés lors des campagnes de dragage sont répartis en dotation dans diverses localités de la côte Atlantique et à Nantes.
Quant aux rochers des Cardinaux, ils sont aujourd'hui flanqués d'un phare du même nom qui remplace celui d'Hœdic. Une tourelle est également implantée sur les lieux du naufrage du Soleil Royal.

## Célébrations du250eanniversaire
Au printemps 2009, le Bath International Music Festival choisit de célébrer le 250e anniversaire de la mort de Georg Friedrich Haendel, décédé à Westminster le 14 avril 1759.
À cette occasion, sur une sélection d’extraits de Water Music et de la bataille de l’opéra Rinaldo, des maquettes de voiliers réparties en deux flottes s’affrontent, simulant la bataille des Cardinaux sur les flots démontés d’un bassin des thermes romains.
Le public est alors invité à se regrouper derrière l’Union Jack ou le drapeau tricolore, pour soutenir son favori, pendant que les flottes téléguidées échangent des coups de canons.
Le 20 novembre 2009 se déroule une cérémonie de commémoration sur le port du Croisic, journée organisée par le comité de pilotage des manifestations du 250e anniversaire de la bataille, avec la participation de l'association des amis du musée national de la Marine et le commandement de la Marine Nantes-Saint-Nazaire.
Sur mer se rassemblent le chasseur de mines Croix du Sud, quatre vedettes de la société nationale de sauvetage en mer (SNSM), une de la gendarmerie maritime et le Kurun, en prélude à la journée. Des personnalités politiques locales, des défilés militaires et des dépôts de gerbes soulignent l'événement.